# 자유한국당
자유한국당(自由韓國黨, 영어: Liberty Korea Party)은 1997년 11월 21일부터 2020년 2월 17일까지 존재했던 대한민국의 보수주의 정당이다. 상징색은 빨간색이었으며 2020년 2월 17일 새로운보수당, 미래를향한전진4.0과 여러 정당들이 미래통합당(현재의 국민의힘)으로 통합되어 소멸되었다.
1997년 11월 21일 신한국당 이회창 대선후보와 민주당 조순 후보의 단일화가 이루어졌을 때 두 정당이 합당하여 한나라당이 출범하였다. 한나라당은 대선 정국과 외환 위기로 혼란스러웠던 김영삼 정부에서 여당이었다가 자당 대선 후보 이회창이 한 달 후 대선에서 낙선함으로써 야당이 되었다. 이후 영남권에서 반DJ 여론이 높아짐과 동시에 개혁에 앞장서서 이회창이 이끈 2000년 총선과 2002년 지선에서 승리하였다. 하지만 2002년 대선에서 이회창이 또 패배해서 야당 위치에 계속 있게 되었다. 박근혜가 이끈 2004년 총선에서 노무현 대통령 탄핵 소추가 악재로 작용하여 패배하였다.
그러나 박근혜가 이끈 2006년 지선에서 압승하였고, 이후 2007년 대선에서 자당 대선 후보 이명박이 압도적인 득표로 당선되면서 다시 여당으로 자리잡았으며, 2008년 총선 때도 압승을 거두어 여대야소 정국을 형성하였다. 이후 촛불 시위와 2009년 16대 대통령 노무현의 자살 등 잇따라 당이 위기에 놓였으나, 박근혜가 이끈 2012년 총선에서 승리하였고 같은 해 치러진 대선에서도 자당 대선 후보 박근혜가 당선되면서 여당의 지위를 유지할 수 있었다. 그러나 2017년 최순실 게이트를 계기로 박근혜가 탄핵이 되어 여당의 지위를 상실하였다. 상당수 보수 유권자들이 이탈하면서 2017년 대선과 2018년 지선에서 대구광역시와 경상북도를 제외하고 선거에서 패배하였다.
본래 한나라당 내에는 전신인 민주자유당에서부터 시작된 3개의 계파, 곧 민주정의계(민정), 통일민주계(민주), 신민주공화계(공화)가 존재했고, 그 외에도 소장파들이 많이 존재했다. 그러다가 2000년대에 들어서면서 새로운 계파가 생겨나기 시작했는데, 특히 2000년대 초반에는 보수 계열과 민주 계열이 있었으나, 이 중 민주 계열은 2003년 탈당하여 열린우리당에 입당하였다. 이어 2008년에는 총선을 앞두고 친 박근혜 계열이 친박연대로, 또한 심대평과 같은 충청도 출신 보수 계열의 의원들이 자유선진당으로 이동하여 분열이 계속되었다. 한편 당의 주요 축이던 친이계, 친박계 간의 갈등이 계속되기도 했으며, 2011년 이후 친이계가 몰락하면서 친박계가 당권을 쥐게 되었다. 이후 당명을 새누리당으로 바꾸고, 상징색도 이전까지의 파랑에서 빨강으로 바꾸었다. 2012년 대선을 앞두고 선진통일당을 흡수하면서 보수 정당의 분열이 종식되었고 제도권 보수정당 중에는 유일한 정당이 되었다. 미래통합당 출범 이전 원내 최장수 정당으로, 한나라당의 명칭을 쓰던 1997년부터 이어져 왔었다.
20대 총선 공천 과정에서 친박계와 비박계의 갈등이 깊어지고, 총선에서 패배하면서 원내 제1당의 자리를 더불어민주당에 내주었다. 박근혜-최순실 게이트가 발생한 후, 박근혜 대통령에 대한 탄핵 소추안이 비박계의 동조로 가결된 이후 갈등이 커지면서, 비박계 29명이 이탈하여 바른정당, 친박계인 조원진이 이탈하여 새누리당에 입당하였다.

## 역사

### 한나라당 출범 이전

1988년 이후 대한민국의 정당사. 푸른색이 보수정당이다.

#### 민주자유당 창당에서 민주계의 당권 장악
자유한국당의 전신인 민주자유당은 1990년 민주정의당, 통일민주당, 신민주공화당의 3당 합당으로 탄생한 정당이지만, 당초 합당을 주도한 민정계(민주정의당 출신)가 당권을 쥐고 있었다. 중도 성향을 띠고 있었던 통일민주당은 합당 전 노태우 정부를 견제하던 야당이었고, 경쟁 상대인 평화민주당과 치열한 경쟁을 하면서도 민주화를 위한 투쟁을 계속했다. 당시 평화민주당이 운동권 영입을 하면서 통일민주당의 영향력은 감소했고, 충격을 받은 김영삼도 재야 인사 영입에 박차를 가했다.
여야는 물론 야당끼리의 대립도 심화시킬 수 있는 철저한 4당 체제임에도 불구하고, 통일민주당은 평화민주당을 견제하면서도 정부와 손을 잡으려 하지 않았다. 그러나 김대중과의 경쟁은 계속되었고, 김영삼 자신의 차기 집권 가능성도 낮았다. 이리하여 '구국의 결단'이라는 명목 하에 노태우가 3당 합당을 주도하였고, 드디어 1990년 1월 22일 민주자유당이 탄생하였다. 그러나 합당 직후 의석수가 단독 개헌선인 200석을 넘는 초거대 여당이 되어 절대 권력을 쥐게 되었으며, 이후 양심수 및 사회운동에 대한 탄압 및 학교 경찰 투입 등 독재적인 태도를 보였다. 이에 국민들의 실망과 분노가 커졌지만, 여전히 높은 지지율을 기록하고 있었으며, 여세를 몰아 1991년 30년 만에 부활한 첫 지방 선거에서 압승을 거두었다. 허나 이것은 계파 갈등만 불러일으켰다. 같은 해 열릴 대선의 후보자를 두고 노태우 대통령은 박철언을 지명하려 했으나, 김영삼을 축으로 한 민주계(통일민주당 출신)의 반발이 계속되었다. 급기야 김영삼은 투쟁을 선언하였고, 결국 노태우는 김영삼을 차기 대선 후보로 정했다. 이 과정에서, 경선에서 패한 이종찬은 탈당 후 새한국당을 창당하여 독자적으로 출마했고, 한때 우호적이었던 민정계와 공화계(신민주공화당 출신)간의 갈등마저 심해지면서 공화계마저 민주계 지지를 선언한다. 차츰 당권이 민주계로 넘어가는 상황 속에서도 노태우는 총재로 선출되었지만, 민주계의 계속되는 반발과 '정치적 중립'을 명목으로 탈당한다. 이후 1992년 12월 18일 대통령 선거에서 42%의 득표율로 당선되어 민주자유당은 정권 연장에 성공하지만, 당권은 이미 민주계에게 넘어간 상태였다.

#### 분당에서 한나라당의 출범까지
당권이 넘어간 후에도 민주자유당은 여전히 민정계, 민주계, 공화계로 분류되었다. 민정계는 여전히 강경보수색을 띄고 있었는데 반해, 민주계와 공화계는 온건보수색을 띄고 있었다. 새로 당권을 쥔 민주계 외에 나머지 두 세력은 군부 세력이었지만, 그래도 공화계는 민주계를 지지했다.
그러나 김영삼을 주도로 한 민주계는 1994년 말부터 '개혁'과 '세계화'를 내세우면서 공화계의 일선 후퇴를 요구하였다. 이로 인해 민주계와 공화계간의 갈등이 촉발되었고, 마침내 김종필이 이끄는 공화계가 1995년 2월 민주자유당을 탈당하고 3월 자유민주연합을 독자적으로 창당하면서 분당이 일어났다. 이후 민주자유당은 민정계와 민주계로만 분류되었다. 같은 해 열린 지방 선거에서 탈당파들이 만든 자민련이 바람을 타면서 민주자유당은 참패를 당했다. 게다가 노태우가 비자금에 연루되면서 구속되었고, 이어 과거사 청산이 시작되면서 전두환과 함께 '광주 학살의 원흉'으로 낙인 찍혔다. 이렇게 되면서 민정계마저 위기를 맞이하게 되었고, 김영삼은 이에 깊은 고민에 빠지게 되었다. 왜냐하면 민정계가 몰락하기 시작한 것은 물론, '민주자유당'은 당권이 넘어가고도 '민정계가 만들었다'라는 꼬리표를 달고 있었다. 결국 1995년 11월 이름을 가칭 신한국당으로 개명했고, 이후 전면 물갈이를 단행하면서 민주자유당의 해체를 시작했다. 이 과정에서 서상목, 박희태, 강재섭 등을 제외한 상당수의 민정계와, 자유민주연합에 가담하지 않고 남아있던 잔류 공화계가 당에서 추방당하면서 민주자유당은 민주계만 남게 되었다. 이후 이회창 전 총리나 김문수, 이재오 등과 같은 민중당 인사 등 자신의 반대파들까지 영입하고 신한국당을 창당했다. 이로써 민주자유당은 5,6년 만에 해체되었다.
이념과 정파를 뛰어넘는 젊은 피 수혈을 통해 국민들의 지지를 확보한 신한국당은 1996년에 치러진 15대 총선에서 139석을 획득하여 원내1당으로 부상했으며, 특히 서울에서는 여당이 야당을 제치고 과반의석을 차지하는 등 대단한 성적을 거두었다. 심지어 약세가 두드러졌던 호남에서조차 1명이 당선되는 등 지역주의를 부분적으로 타파했다. 하지만 1988년, 1992년과 마찬가지로 여소야대 국회가 이어지자 정치공작을 펼쳐 자유민주연합, 통합민주당 국회의원을 영입시키는 수단으로 과반의석을 확보했다. 그러나, 이는 오히려 국민들의 지지도를 추락시켰고, 동년 크리스마스에 일어난 노동법 날치기 사건 등 민주계조차 반민주적 성격을 보이면서 국민과 재야의 지지도는 한 층 더 추락하게 되었다. 게다가, 1997년 김영삼의 친·인척 비리, 기업들의 도산, 외환 위기 등을 겪으면서 김영삼의 지지율이 하락하였다.
이 과정에서 김영삼의 반대파였던 이회창이 차츰 당권을 장악하게 되었다. 정계 입문 2년도 채 되지 않았던 이회창이 바람을 타기 시작하면서 국민과 여당 내의 지지율도 상승하기 시작했고, 마침내 1997년 대통령 선거의 후보로 선출되었다. 하지만 야당이 이회창의 아들 병역 기피 의혹을 끊임없이 제기하면서 '도덕성'에 큰 타격을 주었고, 경제 위기가 겹치고 신한국당의 지지도가 추락하면서 이회창의 지지도도 추락하기 시작했다. 게다가 경선에서 패한 민주계의 이인제가 독자 출마를 하면서, 이회창과 김영삼 간의 갈등이 촉발되고 말았다. 이 상황에서 민주계 강삼재가 이회창을 지지하기 시작했고, '김영삼이 몰래 이인제를 지원한다'는 식의 소문이 퍼지면서 계파 갈등은 더 심해졌다. 이 상황 속에서도 김영삼은 김대중 비자금 사건 수사를 하루만에 중단 결정을 내려 대선에서 중립을 지켰는데, 이는 오히려 계파 갈등을 더 격화시키는 요인으로 적용했다. 결국 김영삼과 이회창의 관계가 최악으로 치닫은 가운데 이회창이 신한국당의 새 총재로 선출되었고, 이후 김영삼을 추방시키려고 했다. 이회창은 차츰 자신의 YS이미지를 지우기 시작했고, 이어 11월 김영삼을 전격 추방시켰다. 결국 민주계마저 사실상 몰락하였고, 이회창은 신한국당의 모든 당권을 장악하게 되었다. 이어 11월 13일 통합민주당 조순 후보와의 단일화 합의를 도출해내 21일 양당 합당을 통한 단일화를 이루었다. 이로써 신한국당은 2년 만에 해체되었고, 이회창을 대통령 후보, 조순을 총재로 한 한나라당이 출범했다.

### 한나라당 출범에서 이명박 정부 시절까지

#### 야당으로의 몰락과 이회창의 활약

1997년부터 2004년까지 사용된 한나라당 로고

1997년 11월, 과거 대법관 시절부터 국가보안법 위반 사건에서 국민의 자유와 권리를 최대한 보장하여야 한다는 취지로서 소수의견을 제시한 바가 있는 이회창이 이끄는 신한국당이 조순이 이끄는 민주당과 합당하며 한나라당이 출범했다. 기존의 신한국당처럼 민주계는 여전히 남아있었고, 총재도 민주당계인 조순(통합민주당 출신)을 총재로 추대했지만 실절적인 당권은 이회창이 쥐고 있었다. 이후 이회창은 15대 대선에서 활약을 보여 이인제를 누르고 2위 자리를 차지했고 대선 직전에는 오정은 전 청와대 행정관 등 이른바 '총풍 3인방'이 북한 인사와 접촉하여 휴전선에서 무력시위를 해달라고 요청하는 총풍까지 동원하려 했지만 결국 새정치국민회의 김대중에게 패하여 낙선, 정권 교체로 이어진다(총풍 사건은 결국 유죄판결을 받음).
그러나 한나라당은 원내 과반석을 보유한 제1당이라는 점을 이용해 여당인 새정치국민회의와 김대중 당시 대통령이 추진하려는 햇볕정책과 김종필 총리 임명안 및 각종 정책들에 대해 계속해서 반대로 일관했다. 그러나 국민들의 여론은 점점 악화되고 있었고, 급기야 1998년 6월 지방선거에서 영남과 강원도를 제외한 전 지역에서 한나라당은 참패를 당하고 만다.
이러한 상황에서 이회창은 단순한 대선 후보 경험자가 아닌, 한나라당의 총재로 부상한다(1998년 8월). 그러자 김대중 대통령의 새정치국민회의와 김종필의 자유민주연합(둘 다 여당)은 세풍, 총풍 사건 등 한나라당의 각종 스캔들을 들춰 한나라당을 압박하였으며, 약 40명에 달하는 의원들이 새정치국민회의와 자유민주연합으로 옮겨갔다. 게다가 김영삼과의 갈등도 심해 민주계와의 관계도 원만하지 못하였다. 그러나 내각제 개헌 문제를 놓고 김대중과 김종필의 사이가 흔들리기 시작하였으며, 각종 권력형 비리 사건들이 터지면서 이회창은 다시 기회를 잡는다. 전대 한나라당 총재였던 조순을 비롯해 그의 지지자들의 당내 입지를 좁혀 표하게 만들었으며, 김대중 정부의 여러 가지 부패, 비리 사건을 이용해 집요하게 여당을 공격했다. 이런 이회창의 활발한 활동 덕분에 2000년의 국회의원 총선거에서 한나라당은 수도권에서는 패배하였지만 1990년대 후반 이후 원내 제1당의 지위는 유지하게 된다. 게다가, 공동여당의 의석수를 누르고 과반에 가까운 의석을 차지하여, 대단한 승리를 거두었다고 할 수 있다. 이후 민주계를 견제할 목적으로 '젊은 피 수혈'을 내세워, 오세훈 등을 당내에 영입하였다.

#### 대선 패배와 계속되는 야당 생활
2001년 말 제16대 대통령 선거에 공식 출마를 선언했다. 비록 세풍, 총풍 사건이 있었지만 2002년 대통령 선거 직전에도 이회창의 대쪽같은 이미지, 흔들리는 한나라당을 수호해낸 인물, 할 말은 하는 사람이라는 인식까지는 흔들리지 않았다. 하지만 새천년민주당의 당내 경선에서부터 돌풍을 몰고온 노무현 후보의 등장으로 이회창 후보의 초반 분위기는 좋지 않았다. 민주당 내에서도 무명이었던 노무현의 등장 과정과 달리 이회창은 정계 입문 전부터 유명세를 떨친 것은 물론 1997년 대선 때부터 실질적인 한나라당의 지도자였으며, 사실상 2002년 대통령 선거의 후보로 이미 내정된 상태였다. 당시의 노무현 후보가 노사모의 도움과 국회의원 시절의 독특한 정치행보, 서민 위주의 정책을 통해 서민적인 이미지를 구축해 나갔다면, 이회창 후보는 엘리트 코스로만 승승장구하며 달려온 정치가, 지난 30여 년간 집권 세력이었던 한나라당을 거느리고 있는 귀족적인 정치가의 이미지를 구축해 나갔다. 이런 상황을 극복하기 위해 여러 가지 '서민적인' 행보를 하던 이회창 후보는 서민적 이미지 만들기에는 실패한다. 사실, 노사모에 비견될만한 팬클럽인 창사랑 역시 노사모 만큼 활발한 활동을 보이지는 못했다.
하지만 노무현과는 비교되지 않을 정도로 쌓아온 여러 가지 경력, 신뢰감을 주는 이미지, 김대중 정부 말기의 대형 측근 비리 사건은 이회창에게 호재로 작용했다. 그러나 김영삼의 통일민주당 계열과 이인제, 김윤환 계열의 이탈로 리더십에 타격을 받기도 했다. 그러나 2002년 4월 한나라당 내 김용갑 등 당내 보수파가 그에 대한 공개 지지를 천명하는 등 강경 보수 성향의 인사들로부터 지지를 얻으면서 세력을 만회하는 듯 했다. 2002년 6월 지방선거에서 한나라당은 새천년민주당의 지지도가 높은 호남, 충청 지방을 제외한 대부분의 곳에서 승리를 거둔다. 김대중 당시 대통령의 세 아들도 각종 비리 사건으로 구속되고, 9월에는 정몽준이 월드컵 열기를 타고 대선 출마를 결심하는 등 이회창이 노무현의 초반 돌풍을 극복하고 작은 차이나마 꾸준히 앞서나가는 모습을 보인다. 한편 대선 중 이회창과 대립하던 박근혜가 탈당해 한국미래연합을 창당해 분당이 있었으나, 얼마 뒤 다시 한나라당에 흡수되었다.
그러나 이회창도 비리 혐의에서 자유롭지는 못했다. 2002년에만 823억 정도를 운반한 것으로 알려진 차떼기를 비롯하여, 115평 초호화 빌라에 공짜로 거주한 점, 1997년 대선에서 불거졌던 두 아들의 병역비리 혐의(법정에서는 무혐의로 판결) 등으로 이회창은 여당의 악재를 적절하게 활용하지 못했다. 또한 아들 이정연, 이수연의 병역 면제와 관련, 2001년초부터 대선 직후까지 모병담당자였던 김대업, 설훈 등으로부터 병역 면제 의혹이 제기되어 왔고, 병역면제 의혹으로 여론으로부터 공격을 당하기도 했다. 또한 월드컵 열기를 틈타 발생한 서해교전 때문에 국가 안보를 강조하는 입장인 이회창에게 유리한 국면이 조성될 뻔했으나, 비슷한 시기에 발생한 미군 장갑차 여중생 압사 사건 때문에 전사회적으로 퍼진 반미감정 때문에 별 소용이 없었다. 게다가 정몽준과 노무현의 단일화로 인해 11월부터는 노무현이 여론조사 상에서 이회창을 2~3% 앞서는 국면이 계속되었다. 대선 하루 전날인 2002년 12월 18일 정몽준은 노무현과의 지지를 철회하고, 각종 보수 언론에서 이를 대서특필하였으나, 대세가 바뀌지는 않았다. 결국 이회창은 또다시 낙선하였고, 이후 공식적으로 정계 은퇴를 선언한다. 이회창도 이를 기점으로 모든 당권을 내놓았다.

#### 탄핵 역풍과 17대 총선 패배

2004년부터 2012년까지 사용된 한나라당 로고

이회창이 은퇴하면서, 그는 더 이상 당권을 쥐지 않게 되었다. 이회창이 대선 출마를 위해 총재직에서 물러나자 서청원이 대표로 선출되었으나, 서청원 대표 역시 차떼기 사건으로 사퇴하자 같은 민정계인 최병렬이 새 대표로 선출되었다.
참여정부 출범 초기, 차떼기 사건 등으로 인해 국민들에게 한나라당의 이미지는 최악이었다. 당시 한나라당은 다수당이라는 점을 이용해 노무현의 여러 정책에 발목을 잡았다. 여당인 새천년민주당도 노무현 대통령과 갈등을 반복하면서 민주당의 이미지도 좋지 않았다. 이러한 상황에서 7월 7일 김부겸, 김영춘, 안영근, 이부영, 이우재 등 개혁 성향의 인사들이 한나라당을 탈당하고 열린우리당으로 이동했다.
2004년에 접어들어, 민주당은 노무현이 정치적 중립을 위반했다며 노무현 탄핵안을 제출했다. 이 상황에서 한나라당이 동조하였고, 실질적인 여당인 열린우리당이 반발하던 가운데 3월 12일 탄핵안이 통과되었다. 헌정 사상 처음으로 대통령이 탄핵소추된 것이다. 여기서 국민들은 한나라당에 크게 실망했고, 한나라당의 지지도는 10%대까지 추락했다. 설상가상으로 차떼기 사건과 관련해 서청원 대표의 체포동의안을 부결시킨 역풍으로 최병렬 대표도 사퇴하기에 이르렀다. 이 탄핵 기간에 국내 정당으로써는 최초로 한나라당 인터넷 홈페이지를 통하여 '인터넷 한나라당 당원'을 모집한다. 인터넷 한나라당 당원은 인터넷을 기반으로 젊은 층에 참여를 유도하기 위한 것으로 당비 납부 의무는 없었다.
한나라당이 '역풍 위기'에 처했던 2004년 3월 23일, 착실하게 당 내에서 입지를 쌓고 있던 박근혜가 당 대표가 되었다. 이로써 그녀는 한나라당 최초로 여성 대표가 되었다. 박근혜는 기존의 다선 의원, 중진 의원, 운동권에서 포섭해 온 세력 등과 다르게 박근혜는 여러 차례 기자 회견을 통해 국민에게 사죄를 표명했다. 그러면서도 '거여 견제론' 등으로 열린우리당을 견제했고, 영남에서 전폭 지지를 얻을 수 있었다. 이를 통해 박근혜는 탄핵 역풍 속에서 한나라당을 구해내긴 했지만, 제17대 총선에서 121석을 차지하여, 152석을 차지한 열린우리당에게 참패했다. 이로써 민주자유당 시절부터 이어져 오던 원내 1당의 지위는 빼앗겼고, 원내 2당으로 내려앉았다.

#### 여당을 향한 압박에서 정권 교체까지
사실상의 여당 정도로, 명목상 야당이던 열린우리당은 노무현 대통령의 입당으로 명실상부한 집권 여당으로 자리잡았다. 이후 4대 개혁 입법으로서 ‘국가보안법 폐지’, ‘과거사 진상 규명법’, ‘사립학교법’, ‘언론 개혁법’을 제시하고 힘있게 추진하였으나, 당내의 개혁세력과 실용세력과의 분열과 보수세력의 격렬한 반대에 직면했다. 이 과정에서, 한나라당은 이 정책을 '국론 분열'이라며 강하게 반대했다. 이렇게 하여 한나라당은 열린우리당을 강하게 압박했고, 그들은 결국 개혁을 추진하지 못하기에 이르렀다. 이후 열린우리당의 지지도는 추락하기 시작했고, 2005년 재보궐 선거에서 참패를 당했다. 그러자 열린우리당 정세균 의장은 어수선했던 당내 분위기와 보수세력의 반대에도 불구하고 사립학교법개정안을 한나라당의 물리적 반대를 뚫고 통과시켰다. 이에 박근혜 대표는 곧바로 장외 투쟁을 선언하고 거리로 나섰다. 당시 한나라당 내부에조차 회의적인 시선이 많았다. “한나라당이 무슨 장외 투쟁이냐”는 비아냥도 있었고, 국회 등원에 대한 여론의 압박도 심했다. 하지만 박 전 대표는 장외 투쟁을 계속했고, 결국 여야는 한나라당의 장외 투쟁 3개월 만에 사학법 재개정 논의에 합의하게 된다. 박근혜 대표는 주변의 반대와 한나라당의 체질이라는 문제에도 불구하고, 사학법 재개정을 이끌어낸 것으로 평가되었다. 2004년 17대 총선의 ‘한나라당 천막 당사’ 역시 “쇼 아니냐”는 비판에도 불구하고 한나라당의 상징물로 기억됐다. 이어 열린우리당의 대연정 제안도 단호히 거부했다.
이 과정에서 한나라당의 지지도는 급격히 상승하기 시작했다. 이어 2006년 4월 7일 자유민주연합(2004년 이후 사실상 국민들에게 잊혀졌다)을 흡수했으며, 여세를 몰아 동년 지방 선거에서 한나라당은 대대적인 압승을 거두었다. 이미 박근혜는 모든 당권을 장악하였고, 많은 사람들의 예상과는 달리 오랫동안 대표의 자리를 지켰다.
그러나 잠시 가라앉았던 계파 갈등이 벌어졌다. 서울특별시 시장을 하면서 지지를 얻은 이명박이 거센 바람을 일으키면서 당의 주요 인물로 부상하게 되었다 이어 친이계가 당의 주요 세력으로 부상하고 친박계가 위기를 맞이하게 되면서 계파 갈등이 심화된다. 박근혜는 경선에서 최선을 다했지만 이명박에게 패했다. 일단 박근혜는 승복했지만, 계파 간의 갈등은 좀처럼 가라앉지 않았다. 그리고 이명박이 차츰 당권을 장악하기 시작했다. 이 와중에 무명 생활을 하던 이회창이 탈당하고 독자 출마를 강행하여 지지도가 추락했지만, 이미지가 실추된 열린우리당을 제치고 1위 자리를 유지하고 있었다. 대선의 결과가 이미 예상된 상태에서 이명박이 48.7%의 득표율로 당선되어, 10년 만에 정권을 되찾게 된다. 이어 2008년 2월 25일 대통령으로 취임하면서 한나라당은 다시 여당이 되었다.

#### 지지율 추락과 친이계의 몰락
이명박의 취임으로 한나라당은 1998년 이후 10년 만에 다시 여당이 되었고, 취임 초반부터 대대적인 개혁을 단행했다. 국민들의 지지가 높게 적용하면서 2008년 4월에 치러진 총선에서 한나라당은 153석을 획득하여, 특히 서울에서 48석 가운데 40석을 차지했지만 충청지역에서 야권에게 패배했지만 일단 친여 성향 무소속 의원을 영입해도 안정적인 국정 운영을 할 수 있게 되었다. 하지만 이명박 정부 출범 직후 4개월 후 미국산 소고기 등에 관한 논란으로 시위가 터졌고, 이 시위를 정부가 무력으로 진압하면서 국민들에게 실망을 안겨주었다. 그 결과 이명박의 지지율은 7.4%까지 추락했고, 한나라당의 지지율도 그에 못지 않게 추락했다. 2008년 7월 3일 전당대회에서 전 대표 박희태가 정몽준을 제치고 새 대표로 선출되었다. 지지율 추락의 결과로 2009년 재보궐선거에서 한나라당은 참패를 당했다. 이어 이듬해 치러진 2010년 지방선거에서도 선거 3개월전에 발생한 천안함 피격사건으로 안보 이슈에 상당한 호재를 받았지만 수도권과 영남 지역 등에서만 승리하였다. 지방 선거 참패로 인해 정몽준 대표가 사임했고, 이후 김무성 비상대책위원장을 거쳐 안상수가 새 대표로 선출되었다.
한편 이 시기 친이계와 친박계간의 갈등이 계속되었다. 갈등이 심해진 끝에 급기야 분당설까지 나왔다. 2010년 8월, 이명박 대통령과 박근혜 전 대표가 전격 회동하면서 화해 분위기가 조성되었고 양측은 우호적인 분위기를 유지하였으나, 2011년에 들어서면서 친이계가 급속히 몰락하면서 당 중심이 친박계로 이동하게 되었다.
2011년 7월 4일 전당대회에서 홍준표를 새 대표로 선출했다. 그러나 최구식 한나라당 국회의원의 수행비서관이 2011년 10월 26일 재보궐 선거에서 선관위를 디도스로 공격한 데다가 야권연대 등으로 재보궐선거에서 참패했고, 12월 홍준표와 지도부가 모두 사퇴하였다. 그리고 박근혜 전 대표가 비상대책위원장으로 선임되었다.

### 새누리당으로 개명과 정권 창출

#### 새누리당으로 개명

새누리당 당명 시절 로고

2011년 10.26 재보궐선거에서 패배하자 한나라당이 박근혜 비상대책위원장을 중심으로 재편되었다. 박근혜를 중심으로 재편된 지도부는 2012년 2월 13일 당명을 새누리당으로 바꾸었으며, 상징색을 파란색에서 빨간색으로 바꾸었다.

#### 19대 총선 승리와 정권 연장
이명박 정부의 여파로 지지율이 추락하는 등 2012년 총선거에서 패배가 예상되었으나 152석을 얻어 과반 의석 확보에 성공하여 승리하였다. 하지만 문대성 등 당선자 2명이 당에서 출당되었고 강창희 국회의장 선출로 출당되면서 과반이 붕괴되었다. 2012년 11월 선진통일당과 합당함으로써 2000년대 중반 이후 분열되었던 제도권 보수 정당들이 새누리당으로 모두 합당되었다. 이리하여 일단은 보수 정당들의 분열이 사실상 종식되었고, 그래서 2017년 1월 바른정당이 출범하기 전까지 대한민국의 유일한 제도권 보수 정당이자 여당이었다. 역대 대통령들의 임기 말 탈당으로 이명박 대통령도 탈당 가능성이 제기되었으나 탈당하지 않음으로서 1987년 이후 대선을 앞두고 당적을 버리지 않은 첫 대통령이 되었다.
새누리당 시절부터 박근혜는 사실상 당권을 쥐게 되었고, 이어 2012년 대선에서 51.6%의 득표율로 당선되어 새누리당은 정권을 연장하게 되었다.

#### 박근혜 정부 출범과 세월호 침몰 사고, 그리고 재보궐선거의 연전연승
박근혜 취임 이후 새누리당은 계속해서 재보궐선거에서 연승했지만 2014년 4월 16일에는 6.4 지방선거를 앞두고 세월호 침몰 사고가 일어나면서 위기에 몰렸고, 결국 광역단체장 선거에서 새정치민주연합에게 패배했다. 다만 기초단체장 선거는 117곳에서 승리했다. 그리고 국회의원 15명을 뽑는 다음 달 7.30 재보궐선거에서 1987년 민주화 이후 호남지역에서 사상 처음 전남 곡성-순천 지역구에서 이정현 의원이 당선되었다, 11명 당선되어 의석수 157석으로 국정운영의 동력이 강화되었다.

#### 20대 총선에서 16년만에 여소야대 그리고 참패
20대 총선을 앞두고 당내 공천권 문제와 계파간의 갈등, 그리고 박근혜 정부의 정치·정책 방식에 대해 국민들의 불만은 커졌다. 오히려 여당·대통령의 지지율는 정체되어 가고 심지어 공천을 받지 못한 이재오, 유승민, 주호영, 윤상현, 권은희, 류성걸, 강길부, 김태환 의원 등은 상향식 공천을 문제삼아 대거 탈당하고 심지어 보건복지부 장관을 역임한 서울 용산구의 진영 의원도 역시 새누리당에서 탈당하며 더불어민주당에 입당했다. 그리고 송광호, 박상은, 조현룡, 심학봉 의원마저 의원직을 상실하면서 의석수도 감소되었다. 반면 더불어민주당에서 탈당한 조경태 의원은 새누리당에 입당했다. 원내 의석수도 146석으로 과반이 붕괴되었다. 20대 총선을 앞두고 언론들의 여론조사에서 새누리당은 120~140석 정도 획득한다는 전망과 함께 수도권에서 야권에게 참패할 것이 예상되었고 심지어 영남권도 야당, 무소속 후보에게 자리를 내주는 등 패배를 예상했다. 결과는 그대로 충격적인 참패였다. 122석을 얻어 원내 과반수 의석 획득에 실패했다. 전국 유권자가 과반이 넘는 수도권에서 1여다야 구도 속에서 완패했으며 특히 서울에는 12석을 차지하는 데 그쳤다. 이는 13대 총선 민주정의당이 세운 10석보다 못한 것으로, 최악의 성적이다. 그리고 서울에서 전통적 강세 지역인 강남3구에서는 지난 총선에서 7석을 모두 차지했는데 20대 총선에서는 3곳에서 더불어민주당 후보에게 내주고 경기도에서 60석 가운데 19석만을 차지하고 인천에서도 4석만을 차지하는데 그쳤다. 영남지역에서 전통 텃밭 대구·경북에서 대구에서 3곳에서 패배하고 부산에서 6곳에서 더민주, 무소속 후보에게 헌납하고 경남에서는 4곳과 울산 3곳에서도 야권·무소속 후보에게 패배했다. 하지만 호남권에서는 전남 순천시에서 이정현, 전북 전주시 을에서 정운천 후보가 당선되면서 새누리당은 호남에 교두보를 확보했다. 새누리당 지도부는 선거 결과에 책임을 지고 총사퇴했다. 반면 제주도에서 야당 후보에게 완패하며 3회 연속 의석 획득에 실패했다.
논란 끝에 지도부가 사퇴하고 혁신비상대책위원회가 구성되었다.
친박계는 탈당파의 복당에 반대했지만 개원 이후 6월 16일 혁신비상대책위원회가 2016년 국회의원 선거 당시 소속 정당에서 탈당하여 무소속으로 출마하였던 강길부·유승민·안상수·윤상현의 복당을 승인했고 주호영·장제원·이철규의원에 대한 복당은 6월 23일에 승인했다. 그러나 조해진·류성걸·권은희 전 의원등 친유승민계 낙선자에 대한 복당은 승인되지 않고 있다.

#### 박근혜-최순실 게이트와 박근혜 대통령 탄핵, 분당과 바른정당의 창당
박근혜-최순실 게이트가 터지자 이로 인해 지지율이 떨어지고 탈당자가 생기는 등 위기에 몰렸다. 그리고 비박계와 일부 친박계는 이를 의식한 듯 '박근혜 대통령 탄핵'에 거대야당과 동조했고, 국회에서 이들의 동조로 대통령 박근혜 탄핵소추안이 가결됐다.
대통령 탄핵 소추안 가결 이후 친박계인 이정현 대표가 책임을 지고 즉각 사퇴하지 않았고, 이후 치러진 원내대표 경선에서도 친박계 정우택 의원이 선출되면서 비박계 의원 30여명이 2016년 12월 말 대거 탈당하여 보수 정당 사상 최초로 분당이 될 위기에 처해 있다.
12월 16일 의원총회에서 119표 중 62표를 얻은 친박계의 정우택이, 55표를 얻은 나경원을 누르고 원내대표가 되고, 이정현 대표가 사의를 밝혀 대표대행이 되었다. 이후 윤리위원 문제는 추가 인선을 무효화하는 것으로 해결되었으나 비상대책위원장 인선 문제로 비박계와 친박계가 대립하였다. 비박계는 유승민을 비대위 위원장으로 선임할 것을 요구했으나 친박계가 거부하였고, 새누리당 비박계 의원 35명은 12월 27일 새누리당을 탈당한다고 21일 발표하였다.
2016년 12월 27일 비박계 29명이 탈당해 또 다른 보수 정당인 바른정당을 결성한다.

### 자유한국당으로의 당명 변경
2017년 2월 13일 자유한국당으로 당명을 변경했다. 2017년 3월 10일 박근혜 대통령의 최종 파면으로 명목상 여당 지위를 잃었다. 3월 31일 홍준표를 대통령 후보로 선출했다.

#### 19대 대선 패배로 9년 5개월 만에 야당 생활 시작
각종 여론조사에서 자유한국당 홍준표 대통령 후보가 더불어민주당 문재인 후보에게 크게 밀릴 뿐만 아니라 국민의당 안철수 후보에게 적지 않은 격차로 2위 자리까지 내주었다. 그러나 19대 대선 직전, 홍준표 대통령 후보의 당무 우선권 발동에 따라 옛 새누리당에서 탈당했던 바른정당 국회의원 12명과 2017년 1월에 탈당했던 정갑윤 의원까지 의원 13명이 다시 자유한국당에 복당하면서 일단 개헌저지선 100석을 회복했고 보수층이 막판에 결집하는데 불구하고 결국 2위를 기록했다. 세부적으로는 대경권에서 1위를 기록했으나 부울경에서 2위, 수도권에서 3위를 기록하는 등 처음 추세에 비해 선전하긴 했지만 호남권에서도 문재인 후보에게 2백만표 차이로 참패를 당했다. 홍준표 후보가 문재인 후보에 558만표 차이로 패배하면서 지난 17대 이명박 대통령 시절부터 시작된 집권여당 생활은 9년 5개월만에 제1야당이 되면서 막을 내리게 된다. 개표 초반쯤 자유한국당 당사를 찾아가서 기자회견을 통해 홍준표는 이번 대선 패배를 승복했고 자유한국당 복원하고 보수우파의 잃어버린 자존심을 일으키는데 만족한다고 말했다.
홍준표가 대선후보 자격으로 당헌 104조의 당무우선권에 따라 복당을 승인한 것과 친박의원 3인(서청원, 최경환, 윤상현)에 대한 징계를 해제하여 사면한 것에 대한 합법성 논란이 제기되었다. 정우택 자유한국당 원내대표를 비롯한 친박계는 복당 승인 자체가 무효라는 입장을 밝히기도 하였다. 그러나 5월 12일 복당 조치와 친박 3인 사면을 추인했다.
2017년 7월 3일 전당대회에서 19대 대선 후보였던 홍준표가 자유한국당 대표에 당선되었다.
2017년 말에는 홍준표 대표의 주도로 보수통합을 계속 추진해 11월 초 박근혜를 제명했고 11월 6일 바른정당 통합파 9명의 의원이 자유한국당 복당 계획을 밝혔다. 이중 8명의 의원은 11월 8일에 탈당을 하였고 11월 9일 자유한국당 당원자격심사회의의 결정으로 국회의원 8인과 지역위원장 그리고 지방의원등 기타 복당신청자들의 복당을 승인했다. 자유한국당은 남은 1명인 주호영의원의 복당도 승인할 예정이지만, 나머지 바른정당 국회의원들은 탈당 후 복당 신청을 해도 받지 않는다는 입장을 밝혔다. 친박계는 홍준표 대표가 이들의 복당을 받아들인 것에 반발하였다. 이후 홍준표의 성완종 리스트 재판의 무죄 확정 판결을 받고, 친홍준표계 바른정당 복당파 김성태가 결선투표 없이 원내대표가 되면서 친홍계 바른정당 복당파가 완전히 당권을 잡았다. 한편 홍 대표는 복당을 받아들이지 않겠다고 했지만, 이후에도 바른정당을 탈당한 김세연 의원과 박인숙 의원을 받아들였다.

#### 제7회 전국동시지방선거 참패
제7회 전국동시지방선거에서 영남권 광역단체장 5곳과 경기·인천지역을 사수하고 서울을 탈환한다는 전력을 세워서 승리한다고 각오했지만 집권여당 더불어민주당의 드루킹 게이트와 안희정 충남지사의 성추행 스캔들으로 인해 악재가 발생되어 역전을 할 수 있는 기대를 걸었지만 그러나 대구 북구 갑 정태옥 의원의 특정 지역 비하 발언으로 악재가 발생하여 선거판세에 상당한 영향을 받게 되고 이로 인해 수도권 광역·기초단체장 선거에서 패배의 원인으로 지목되었고 결국 정태옥 의원은 자유한국당에서 탈당을 시키고 사태를 수습했지만 결국에는 대구·경북권을 제외한 모든 광역자치단체장 선거에서 패배했고, 기초자치단체장 선거 역시 226명 중 53명만 배출하는 데 그쳤다. 특히 수도권 66곳 지역 가운데 4곳에서만 승리하여 역대 최악의 성적으로 기록하고 만다. 특히 수도권 빅3 가운데 완패하여 경기·인천을 더불어민주당에게 내주고 심지어 부울경 광역단체장 선거에서 23년만에 더불어민주당에게 내주고 또한 동시에 치러진 2018년 재보궐선거에서도 12곳 중 민주당이 후보를 내지 않았던 경북 김천에서 한국당에서 탈당한 무소속 후보와의 치열한 접전 끝에 겨우 방어하는 성공했지만 경북 김천을 제외한 11곳에서 모두 패배했다. 자유한국당의 역사상 최대 참패로 끝나면서 홍준표 대표는 사퇴하였고, 김성태 원내대표가 대표권한대행을 맡게 되었다.
7월 11일에는 여의도에서 영등포동으로 당사를 옮겼다. 김성태 대행은 "여의도 당사의 15% 규모밖에 되지 않지만, 기존의 기득권과 잘못된 인식, 사고를 전부 여의도에 버려두고 여기서는 오로지 국민의 삶만 생각하는 진정한 서민 정당으로 태어나겠다"고 밝혔다.
한편 당 체제를 비상대책위원회 체제로 전환하기로 하였으나, 이회창, 김용옥, 이국종, 최장집 등 비상대책위원장으로 거론되는 사람들이 모두 비대위원장직을 고사하였다. 그러나 7월 16일 김병준 국민대 명예교수가 비대위원장에 내정되었다. 김 비대위원장은 인적청산보다 가치와 비전 정립이 먼저임을 강조하였다. 또한 "박정희 시대처럼 국가기획주의에 입각해 기업을 간섭하는 국가여야 한다고 생각하는 사람들은 (자유한국당에) 따라올 수 없는 것이다."면서 시장자유 확대를 강조하였고, 문재인 정부를 향해서도 국가주의라고 비판하였다.
그러나 김병준 비대위원장이 임명한 김대준 비대위원의 더불어민주당 당적 및 전과 논란이 발생했고, 김대준 비대위원은 사퇴하였다. 또한 인적청산 등에서도 소극적이고, 가치와 정책 재정립도 뚜렷하지 않다는 평가가 나왔다. 여론조사상으로도 지지율은 횡보 상태이며 원내 5당인 정의당에게 지지율을 추월당했다.
2018년 10월 1일, 전원책 변호사가 자유한국당 내 인적쇄신을 책임질 조직강화특별위원회(조강특위) 위원이 되었다. 김병준 비상대책위원장은 "조강특위에 전례 없는 권한을 부여하겠다"고 밝혔다. 전 변호사는 대규모 인적청산을 예고했다. 그러나 전당대회 개최 시기 등의 현안을 두고 전 위원과 당 비대위 간의 갈등이 있었으며, 결국 11월 9일 당 비대위는 전 위원에게 문자로 해촉을 통보했다.
2018년 말로 들어서면서 문재인 정부의 연이은 악재로 인하여 반대 급부로 자유한국당의 지지율이 상승하였다. 2019년 초 리얼미터 조사 결과 자유한국당의 지지율은 20% 후반을 기록했으며, 더불어민주당과의 지지율 격차를 한 자리수까지 좁혔다. 그러나 친박계 김진태,김순례,이종명의원의 5.·18 광주 민주화 운동의 망언으로 인해 큰 악재가 발생되어 지지율이 큰폭으로 하락했다.
그러나 이후 다시 지지율이 상승하기 시작했고, 황교안 대표가 취임한 뒤에는 30%대의 지지율도 회복하였다. 그리고 2019년 대한민국 재보궐선거에서 통영 고성 지역구에서 정점식 후보가 여유롭게 승리하고, 창원 성산에서 강기윤 후보가 정의당의 여영국 후보에게 패하기는 했지만 상당히 선전했다.

## 약력
- 1995년 12월 6일: 전두환 노태우의 사법처리로 민자당은 5공 세력을 청산하고 신한국당으로 개명한다.
- 1997년 11월 21일: 신한국당과 민주당이 합당하여 창당하였다. 당시 당명은 한나라당.
- 1997년 12월 18일: 제15대 대통령 선거에서 이회창 후보가 낙선하여 야당이 됨. (김영삼 정부의 IMF위기와 친인척비리사건으로 말미암아 한나라당이 당시 자유민주연합과 새정치국민회의의 단일화 후보 김대중에게 패배)
- 2002년 4월 22일: 박근혜 의원이 이회창 대세론에 반발해 탈당(한국미래연합 창당)
- 2002년 11월 19일: 한국미래연합이 제16대 대통령 선거를 앞두고 한나라당과 흡수 합당.
- 2002년 12월 19일: 제16대 대통령 선거에서 이회창 후보 두 번째 낙선.
- 2003년: 개혁파 성향의 당원들이 탈당. (열린우리당으로 이동)
- 2006년 2월 20일: 자유민주연합을 흡수합당.
- 2007년: 선진평화연대 계열 당원들이 탈당. (대통합민주신당으로 이동)
- 2007년 12월 19일: 제17대 대통령 선거에서 이명박 후보 당선. 10년 만에 재집권.
- 2008년 2월 25일: 이명박 당선자가 제17대 대통령에 취임.
- 2008년 3월 21일: 공천파동으로 친박근혜계 성향의 당원들이 탈당. (친박연대로 이동)
- 2008년: 충청권 기반의 당원들이 탈당. (자유선진당으로 이동)
- 2008년 4월 9일: 대한민국 제18대 국회의원 선거에서 153석을 차지하며, 제1당을 차지함.
- 2012년 2월 2일: 미래희망연대를 흡수합당.
- 2012년 2월 13일: 새누리당으로 당명 변경.
- 2012년 4월 11일: 대한민국 제19대 국회의원 선거에서 152석을 차지하며, 원내 과반 의석으로 1당을 차지함.
- 2012년 11월 16일: 선진통일당을 흡수합당.
- 2012년 12월 19일: 제18대 대통령 선거에서 박근혜 후보 당선.
- 2013년 2월 25일: 박근혜 당선자가 제18대 대통령에 취임.
- 2016년 4월 13일: 대한민국 제20대 국회의원 선거에서 122석을 차지하며, 원내 과반수 확보에 실패하여 원내 제1당 지위는 상실.
- 2016년 6월 16일: 무소속 4인을 복당시켜 원내 제1당에 복귀.
- 2016년 12월 27일: 대통령 탄핵 등 계파 간의 갈등이 심화되어 비박근혜계 의원들이 대거 탈당, (바른정당으로 이동) 다시 원내 제2당이 됨.
- 2017년 2월 13일: 자유한국당으로 당명 변경
- 2017년 3월 10일: 헌법재판소가 박근혜 대통령을 파면하여 집권여당 지위를 상실.
- 2017년 5월 9일: 제19대 대통령 선거에서 홍준표 후보가 낙선하여 9년 5개월만에 제1야당이 됨.
- 2018년 2월 12일: 늘푸른한국당을 흡수합당.

## 지도부

### 최고위원
자유한국당은 과거 집단지도체제를 채택하였으나 2016년 총선 참패 이후 지도체제를 '단일성 집단지도체제'로 전환하고 당 대표와 최고위원을 분리 선출한다. 당 대표와 선출직 최고위원, 지명직 최고위원, 당연직 최고위원(원내대표, 정책위원회 의장)으로 지도부를 구성한다. 당 대표와 선출직 최고위원은 전당대회에서 대의원과 당원, 일반국민들의 투표에 의해 득표순으로 선출되며, 당 대표는 최고위원회의에서 협의를 거쳐 지명직 최고위원과 사무총장, 대변인 등의 당직을 임명한다.
- 2008년 7월 3일 한나라당 제10차 전당대회에서, 대표최고위원으로 박희태, 최고위원으로 정몽준·허태열·공성진·박순자 의원이 선출되었으며, 이후, 지명직(임명직) 최고위원으로 송광호 의원, 박재순을 임명하였다.
- 박희태 대표는 2009년 10.28 재보선 출마를 위해 2009년 9월 사퇴하였고, 2008년 전당대회에서 2위를 득표한 정몽준 최고위원이 대표직을 승계하게 되었다. 그러나, 2010년 6.2 지방선거가 당의 패배로 끝나자, 정몽준 대표를 비롯한 최고위원 전원이 6월 3일 총사퇴하였으며, 약 1개월 동안 비상대책위원회 체제로 한나라당이 운영되었다.
- 2010년 7월 14일 한나라당 제11차 전당대회에서, 대표최고위원으로 안상수, 최고위원으로 홍준표·나경원·정두언·서병수 의원이 선출되었으나, 2011년 4.27 재보궐 선거가 패배로 끝나면서, 대표최고위원을 비롯한 최고위원 전원이 2011년 5월 8일 총사퇴하였고, 약 2개월 동안 원내대표 체제로 한나라당이 운영되었다.
- 2011년 7월 4일 한나라당 제12차 전당대회에서, 대표최고위원으로 전직 지도부 중 1명인 홍준표 의원이 선출되었고, 최고위원으로 유승민·나경원·원희룡·남경필 의원이 선출되었다. 최고위원 당선자 4명 중 나경원·원희룡 의원 역시 전직 지도부였다. 그러나, 2011년 10.26 재보궐선거 서울특별시장 선거에서 한나라당 최고위원인 나경원 후보가 박원순 야권단일후보에게 패하자, 대표최고위원을 비롯한 최고위원 전원이 2011년 12월 9일 총사퇴하였고, 2011년 12월 19일부터 2012년 5월 15일 전당대회까지 약 5개월 동안 비상대책위원회 체제로 운영되었다.
- 2012년 5월 15일 새누리당 제1차 전당대회에서, 대표최고위원으로 황우여, 최고위원으로 이혜훈, 심재철, 정우택, 유기준 의원이 선출되었으며, 이후, 지명직(임명직) 최고위원으로 한기호 의원, 유수택을 임명하였다.
- 2014년 7월 14일 새누리당 제3차 전당대회에서, 대표최고위원으로 김무성, 최고위원으로 서청원, 김태호, 이인제, 김을동 의원이 선출되었다. 이후, 지명직(임명직) 최고위원으로 이정현 의원을 임명하였고, 2016년 1월 안대희 전 대법관을 임명하였다.
- 2016년 8월 9일 새누리당 제4차 전당대회에서, 당 대표로 이정현, 최고위원으로 조원진, 이장우, 강석호, 최연혜 의원이, 청년최고위원으로 유창수가 선출되었다.이후, 지명직(임명직) 최고위원으로 방귀희 한국장애예술인협회 대표를 임명하였다.
- 2017년 7월 3일 자유한국당 제2차 전당대회에서, 당 대표로 홍준표, 최고위원으로 이재만, 김태흠, 류여해, 이철우 의원이, 청년최고위원으로 이재영이 선출되었다.이후, 지명직(임명직) 최고위원으로 이종혁 전 경상남도청 정무특별보좌관을 임명하였다.이후, 지명직(임명직) 최고위원으로 염동열 의원을 임명하였다. 류여해 최고위원은 제명당하고 이철우 최고위원은 경북도지사 출마를 위해 사퇴했다.
- 2019년 2월 27일 자유한국당 제3차 전당대회에서. 당 대표로 황교안, 최고위원으로 조경태, 정미경, 김순례, 김광림 의원이, 청년최고위원으로 신보라가 선출되었다.

### 의원 총회
자유한국당 의원 총회는 자유한국당의 원내단체로 두 개의 산하 위원회를 두고 있다. 원내대책위원회는 원내대표가 책임을 맡고 있으며 현재 원내대표는 심재철 의원이다. 정책위원회는 당 강령 및 전국규모 선거의 정책공약 등 주요정책을 수립한다. 현재 김재원 의원이 정책위의장을 맡고 있다.

### 사무처
최고위원회의의 하부 기구로 사무처는 당무집행기구, 원내대책위원회 및 정책위원회의 지원의 업무를 수행한다. 사무총장이 관할하는 중앙사무처는 당의 조직관리, 재정, 행정지원, 인사를 총괄하며, 시, 도당 사무처를 관장한다. 현재 박완수 의원이 사무총장을 맡고 있다. 사무처에는 대표최고위원이 통솔하는 전략기획본부가 있어 주요정치현안 및 전략을 관장한다. 홍보기획본부는 당의 이념과 정강, 정책 및 당 활동 등의 홍보를 관장한다.
중앙당사는 서울특별시 영등포구 국회대로 70길 18 한양빌딩에 있다.

### 현재 주요 당직자
(2019년 12월 기준)
- 사무총장 : 박완수
- 원내수석부대표: 김한표
  - 원내부대표단: 강석진, 강효상, 김규환, 김정재, 김현아, 송석준, 송언석, 이만희, 이양수, 이은권, 정유섭, 정점식
- 정책위원회 의장: 김재원
  - 정책위원회 수석부의장 : 이종배
- 중앙직능위원회 의장: 김재경
- 당무감사위원장: 배규한
- 인권위원장: 이은권
- 법률자문위원장: 최교일
- 국민공감전략위원장: 김승희
- 인재영입위원장: 염동열
- 여의도연구원장: 성동규
- 전략기획부총장: 송언석
- 조직부총장: 원영섭
- 홍보본부장: 김찬형
- 대변인: (수석대변인), 김성원, 전희경, 이창수, 박용찬
- 원내대변인: 김정재, 이만희, 이양수 → 성일종
- 당대표 비서실장: 김명연

### 목록

#### 총재
| 대수   | 역대 총재 | 직함          | 임기                              |
| ------ | --------- | ------------- | --------------------------------- |
| 1      | 조순      | 총재          | 1997년 11월 21일 ~ 1998년 4월 9일 |
| 2      | 조순      | 총재          | 1998년 4월 10일 ~ 1998년 8월 4일  |
| (임시) | 이기택    | 총재 권한대행 | 1998년 8월 5일 ~ 1998년 8월 30일  |
| 3      | 이회창    | 총재          | 1998년 8월 31일 ~ 2000년 5월 22일 |
| (임시) | 강창성    | 총재 권한대행 | 2000년 5월 23일 ~ 2000년 5월 30일 |
| 4      | 이회창    | 총재          | 2000년 5월 31일 ~ 2002년 4월 1일  |
| (임시) | 박관용    | 총재 권한대행 | 2002년 4월 2일 ~ 2002년 5월 13일  |

#### 대표
| 대수   | 대표   | 직함               | 임기                                |
| ------ | ------ | ------------------ | ----------------------------------- |
| 1      | 이한동 | 대표위원           | 1997년 11월 21일 ~ 1998년 4월 10일  |
| 2      | 서청원 | 대표최고위원       | 2002년 5월 14일 ~ 2003년 1월 29일   |
| (임시) | 박희태 | 대표 권한대행      | 2003년 1월 30일 ~ 2003년 6월 25일   |
| 3      | 최병렬 | 대표최고위원       | 2003년 6월 26일 ~ 2004년 3월 22일   |
| 4      | 박근혜 | 대표최고위원       | 2004년 3월 23일 ~ 2004년 7월 4일    |
| (임시) | 김덕룡 | 대표 권한대행      | 2004년 7월 5일 ~ 2004년 7월 18일    |
| 5      | 박근혜 | 대표최고위원       | 2004년 7월 19일 ~ 2006년 6월 15일   |
| (임시) | 김영선 | 대표 권한대행      | 2006년 6월 15일 ~ 2006년 7월 10일   |
| 6      | 강재섭 | 대표최고위원       | 2006년 7월 11일 ~ 2008년 7월 2일    |
| 7      | 박희태 | 대표최고위원       | 2008년 7월 3일 ~ 2009년 9월 6일     |
| 8      | 정몽준 | 대표최고위원       | 2009년 9월 7일 ~ 2010년 6월 3일     |
| (임시) | 김무성 | 비상대책위원장     | 2010년 6월 4일 ~ 2010년 7월 13일    |
| 9      | 안상수 | 대표최고위원       | 2010년 7월 14일 ~ 2011년 5월 8일    |
| (임시) | 정의화 | 비상대책위원장     | 2011년 5월 8일 ~ 2011년 7월 3일     |
| 10     | 홍준표 | 대표최고위원       | 2011년 7월 4일 ~ 2011년 12월 9일    |
| (임시) | 나경원 | 대표 권한대행      | 2011년 12월 9일 ~ 2011년 12월 11일  |
| (임시) | 황우여 | 대표 권한대행      | 2011년 12월 12일 ~ 2011년 12월 18일 |
| (임시) | 박근혜 | 비상대책위원장     | 2011년 12월 19일 ~ 2012년 5월 14일  |
| 11     | 황우여 | 대표최고위원       | 2012년 5월 15일 ~ 2014년 5월 14일   |
| (임시) | 이완구 | 비상대책위원장     | 2014년 5월 15일 ~ 2014년 7월 13일   |
| 12     | 김무성 | 대표최고위원       | 2014년 7월 14일 ~ 2016년 4월 14일   |
| (임시) | 원유철 | 대표 권한대행      | 2016년 4월 14일 ~ 2016년 5월 10일   |
| (임시) | 정진석 | 대표 권한대행      | 2016년 5월 11일 ~ 2016년 6월 1일    |
| (임시) | 김희옥 | 혁신비상대책위원장 | 2016년 6월 2일 ~ 2016년 8월 9일     |
| 13     | 이정현 | 당대표             | 2016년 8월 9일 ~ 2016년 12월 16일   |
| (임시) | 정우택 | 대표 권한대행      | 2016년 12월 16일 ~ 2016년 12월 28일 |
| (임시) | 인명진 | 비상대책위원장     | 2016년 12월 29일 ~ 2017년 3월 31일  |
| (임시) | 정우택 | 대표 권한대행      | 2017년 4월 1일 ~ 2017년 7월 2일     |
| 14     | 홍준표 | 당대표             | 2017년 7월 3일 ~ 2018년 6월 14일    |
| (임시) | 김성태 | 대표 권한대행      | 2018년 6월 15일 ~ 2018년 7월 16일   |
| (임시) | 김병준 | 혁신비상대책위원장 | 2018년 7월 17일 ~ 2019년 2월 27일   |
| 15     | 황교안 | 당대표             | 2019년 2월 28일 ~ 2020년 2월 17일   |

#### 원내대표
| 대수 | 원내대표 | 직함     | 임기                                |
| ---- | -------- | -------- | ----------------------------------- |
| 1    | 목요상   | 원내총무 | 1997년 9월 3일 ~ 1997년 12월 21일   |
| 2    | 이상득   | 원내총무 | 1997년 12월 22일 ~ 1998년 4월 19일  |
| 3    | 하순봉   | 원내총무 | 1998년 4월 20일 ~ 1998년 8월 10일   |
| 4    | 박희태   | 원내총무 | 1998년 8월 10일 ~ 1999년 1월 14일   |
| 5    | 이부영   | 원내총무 | 1999년 1월 15일 ~ 2000년 6월 1일    |
| 6    | 정창화   | 원내총무 | 2000년 6월 2일 ~ 2001년 5월 13일    |
| 7    | 이재오   | 원내총무 | 2001년 5월 14일 ~ 2002년 5월 16일   |
| 8    | 이규택   | 원내총무 | 2002년 5월 17일 ~ 2003년 6월 29일   |
| 9    | 홍사덕   | 원내총무 | 2003년 6월 30일 ~ 2004년 5월 18일   |
| 10   | 김덕룡   | 원내대표 | 2004년 5월 19일 ~ 2005년 3월 4일    |
| 11   | 강재섭   | 원내대표 | 2005년 3월 5일 ~ 2006년 1월 11일    |
| 12   | 이재오   | 원내대표 | 2006년 1월 12일 ~ 2006년 7월 12일   |
| 13   | 김형오   | 원내대표 | 2006년 7월 13일 ~ 2007년 8월 26일   |
| 14   | 안상수   | 원내대표 | 2007년 8월 27일 ~ 2008년 5월 17일   |
| 15   | 홍준표   | 원내대표 | 2008년 5월 18일 ~ 2009년 5월 20일   |
| 16   | 안상수   | 원내대표 | 2009년 5월 21일 ~ 2010년 5월 3일    |
| 17   | 김무성   | 원내대표 | 2010년 5월 4일 ~ 2011년 5월 5일     |
| 18   | 황우여   | 원내대표 | 2011년 5월 6일 ~ 2012년 5월 8일     |
| 19   | 이한구   | 원내대표 | 2012년 5월 9일 ~ 2013년 5월 14일    |
| 20   | 최경환   | 원내대표 | 2013년 5월 15일 ~ 2014년 5월 7일    |
| 21   | 이완구   | 원내대표 | 2014년 5월 8일 ~ 2015년 1월 25일    |
| 22   | 유승민   | 원내대표 | 2015년 2월 2일 ~ 2015년 7월 8일     |
| 23   | 원유철   | 원내대표 | 2015년 7월 14일 ~ 2016년 5월 3일    |
| 24   | 정진석   | 원내대표 | 2016년 5월 3일 ~ 2016년 12월 16일   |
| 25   | 정우택   | 원내대표 | 2016년 12월 16일 ~ 2017년 12월 12일 |
| 26   | 김성태   | 원내대표 | 2017년 12월 12일 ~ 2018년 12월 11일 |
| 27   | 나경원   | 원내대표 | 2018년 12월 11일 ~ 2019년 12월 9일  |
| 28   | 심재철   | 원내대표 | 2019년 12월 9일 ~ 2020년 2월 17일   |

#### 정책위의장
- 전재희
- 이주영
- 이한구
- 임태희
- 김성조
- 고흥길
- 심재철
- 이주영
- 김기현
- 유일호
- 원유철
- 김정훈
- 김광림
- 이현재
- 김광림
- 함진규
- 정용기
- 김재원

#### 사무총장
- 김영일
- 박주천
- 이재오
- 이상득
- 김형오
- 김무성
- 최연희
- 허태열
- 황우여
- 이방호
- 권영세
- 안경률
- 장광근
- 정병국
- 원희룡
- 정희수(권한대행)
- 김정권
- 권영세
- 서병수
- 홍문종
- 윤상현
- 이군현
- 황진하
- 홍문표(직무대행)
- 권성동
- 박명재
- 박맹우
- 이철우
- 박맹우
- 염동열
- 홍문표
- 김명연(직무대행)
- 김용태
- 한선교
- 추경호(직무대행)
- 박맹우
- 박완수

## 기타

### 야당 시절
이회창 후보의 대통령 선거 낙선으로 야당으로 전락하였으며, 최병렬 대표가 2003년 6·26 전당 대회에서 ‘포스트 이회창’의 첫 대표로 선출되어 전성기를 맞았으나 '차떼기'논란과 탄핵 역풍을 이겨내지 못하고 퇴임하였다. 한나라당은 제17대 총선 참패 위기에 처하였으나 박근혜 신임 대표의 활약으로 121석을 확보하여 거대 야당의 영향력을 유지하였다. 박근혜 대표는 16대 대선 이후 불거진 이회창 후보 진영의 800억원대 차떼기 오명을 씻기 위해 천막 당사를 세우고 당을 쇄신하는 ‘청소부’ 역할을 맡았다.2005년 7월 28일 불법 대선 자금과 천안 연수원을 국가에 헌납하였다. 이후 참여정부의 4대 법안을 반대하는 대표적인 보수 야당의 역할을 하였고, 당시 여당인 열린우리당이 제안한 대연정을 거부했다. 2003년 11월 30일 최병렬 대표는 '신행정수도 이전' 통과를 약속했고 당론으로 확정되었다. 그러나 박근혜 대표는 2004년 6월 지자체 재보선 승리 뒤, 행정수도 이전에 반대로 돌아섰고 헌법재판소의 신행정수도특별법 위헌 판결이 나오자 열린우리당과 행정중심복합도시건설특별법을 합의하여 가결시켰다.

### 친이, 친박계 갈등
당의 경선중 박근혜 측에서 BBK 의혹을 제기하면서부터 친이(親李, 친이명박) 진영과 친박(親朴, 친박근혜) 진영의 갈등이 시작되었다. 박근혜 측은 결과에 승복해 갈등은 사라지는 듯하다가, 본격적으로 갈등이 심화되어 집단탈당사태가 일어난건 공천파동에서였다. 이후 친박연대가 창당되면서 미디어법 등 몇 가지 정책들에서 친이계와 친박계의 미묘한 의견 차이는 있어왔으나, 2010년 1월 이명박 대통령이 세종시 사수안을 번복하고 제안한 세종시 수정안 방침에 대해 친박연대를 비롯한 당의 주요 친박계 의원들이 반발하면서 그 갈등이 더욱 커지고 있었다. 박근혜는 원안 추진을 재차 강조하여 화합의 가능성이 낮아진 데 이어 심지어 분당 가능성까지 나왔다. 이전에 홍준표는 박근혜의 세종시 원안 추진론 발언에 대해 '탈당' 이야기까지 나온 상황이었고, 정몽준이 당론을 변경해야 한다는 말에 박근혜가 "국민의 신뢰를 잃은 것에 대해 책임지실 문제"라며 정몽준 책임론을 들고 나왔으며, 정운찬 국무총리를 비롯한 정부 고위직 관계자들까지 박근혜를 압박하는 상황이 벌어지면서 갈등의 골이 깊어지고 있었다. 이러한 갈등 속에서 야당들이 추진했던 정운찬 총리 해임안을 여당 내 친박계 의원들이 찬성한다는 입장을 밝히자 친이계 의원들은 "총리 해임안에 찬성하는 것은 분당하자는 것" 이라며 계파간의 대립이 극화되었다.
6월 29일 세종시와 관련해서 친박계 의원들을 비롯하여 야당의원들이 반대하는 가운데 수정안이 부결되었다. 이 때문에 친이, 친박간의 갈등이 당분간 해소되기 어렵다는 관측들이 나왔다. 하지만 2010년 8월, 이명박 대통령과 박근혜 전 대표가 전격 회동하면서 화해 분위기가 조성되었고 양측은 우호적인 분위기를 유지하다가 2011년에 들어서면서 친이계가 급속히 몰락하면서 당 중심이 친박계로 이동하였다는 관측이 지배적이다.

## 주요 선거 결과

### 대통령 선거
|  | 38.74% |

|  | 46.58% |

|  | 48.67% |

|  | 51.55% |

|  | 24.03% |

### 국회의원 선거
|  | 49.34% |

|  | 39.0% |

|  | 48.72% |

|  | 41.15% |

|  | 35.76% |

|  | 40.47% |

|  | 53.47% |

|  | 37.48% |

|  | 51.17% |

|  | 51.63% |

|  | 42.80% |

|  | 50.67% |

|  | 41.5% |

|  | 33.50% |

|  | 40.67% |

### 지방선거
|  | 37.5% |

|  | 31.9% |

|  | 36.36% |

|  | 68.75% |

|  | 59.91% |

|  | 68.48% |

|  | 75% |

|  | 67.39% |

|  | 75.99% |

|  | 56.13% |

|  | 37.5% |

|  | 35.96% |

|  | 37.66% |

|  | 43.18% |

|  | 47.06% |

|  | 51.77% |

|  | 52.72% |

|  | 48.76% |

|  | 11.76% |

|  | 23.45% |

|  | 16.63% |

|  | 34.47% |

## 역대 전당대회

### 한나라당 시기

#### 창당대회
1997년 11월 21일, 신한국당-민주당 합동 전당대회는 양당의 합당과 한나라당의 출범을 의결하고, 9개항의 강령과 62개항의 기본정책을 채택한 뒤 신한국당 이회창 총재를 대한민국 제15대 대통령 선거 후보 겸 명예 총재로, 민주당 조순 총재를 총재로 선출했다. 이어 조순 총재는 신한국당 이한동 대표를 대표위원으로 지명했다.

#### 제1차 전당대회
1998년 4월 10일, 한나라당 전당대회는 대표직을 폐지하고 총재 중심의 단일지도체제를 채택한 뒤, 조순 총재와 이회창 명예총재를 각각 총재와 명예총재로 재추대했다.

#### 제2차 전당대회
정권교체와 제2회 전국동시지방선거 패배 이후 40여명의 의원들이 탈당해 여당으로 향함으로써 한 때 과반을 차지했던 한나라당은 대한민국 제16대 국회 하반기 국회의장 선거에서 패배했고, 조순 총재는 이에 책임을 지고 사퇴한다.
| 득표순위 | 이름     | 득표수   | 득표율 | 비고 |
| -------- | -------- | -------- | ------ | ---- |
| 1        | 이회창   | 4,083    | 55.7%  | 총재 |
| 2        | 이한동   | 1,554    | 21.2%  |      |
| 3        | 김덕룡   | 1,283    | 17.5%  |      |
| 4        | 서청원   | 392      | 5.4%   |      |
| 총투표수 | 총투표수 | 총투표수 | 7,326  |      |

1998년 8월 31일, 한나라당 전당대회는 이회창 명예총재를 조순 총재를 대신할 신임 총재로 선출했다.

#### 제3차 전당대회
| 득표순위 | 이름     | 득표수   | 득표율 | 비고 |
| -------- | -------- | -------- | ------ | ---- |
| 1        | 이회창   | 4,717    | 66.3%  | 총재 |
| 2        | 김덕룡   | 1,473    | 20.7%  |      |
| 3        | 강삼재   | 663      | 9.3%   |      |
| 4        | 손학규   | 257      | 3.6%   |      |
| 총투표수 | 총투표수 | 총투표수 | 7,110  |      |

2000년 5월 31일, 한나라당 전당대회는 이회창 총재를 총재로 재선출했다.

#### 제4차 전당대회
|           | 이부영 | 이상희 | 이회창 | 최병렬 | 합 계 |
| --------- | ------ | ------ | ------ | ------ | ----- |
| 인천      | 201    | 10     | 1,111  | 79     |       |
| 울산      | 73     | 31     | 446    | 206    |       |
| 제주      | 48     | 18     | 361    | 65     |       |
| 강원      | 71     | 44     | 891    | 101    |       |
| 대구,경북 | 133    | 54     | 3,143  | 427    |       |
| 전북      | 278    | 31     | 505    | 117    |       |
| 부산,경남 | 197    | 103    | 2,895  | 934    |       |
| 대전,충남 | 124    | 45     | 1,643  | 153    |       |
| 광주,전남 | 512    | 67     | 1,112  | 368    |       |
| 경기      | 486    | 81     | 2461   | 424    |       |
| 충북      | 60     | 15     | 592    | 152    |       |
| 서울      | 743    | 109    | 2,321  | 1,668  |       |
| 총합      | 2,926  | 608    | 17,481 | 4,694  |       |

2002년 새천년민주당이 대한민국 제16대 대통령 선거 경선을 전국순회 국민참여경선으로 진행하면서 무명에 가까웠던 노무현 후보가 노풍(盧風)을 일으키는 것에 자극을 받은 한나라당 역시 당원 50%, 국민 50% 총 50000명의 선거인단을 모집해 4월 13일부터 5월 9일까지 순회경선을 실시했으나 이회창 후보의 독주로 인해 큰 흥행은 하지 못했다.
| 득표순위 | 이름     | 득표수   | 득표율 | 비고                  |
| -------- | -------- | -------- | ------ | --------------------- |
| 1        | 서청원   | 3,603    | 33.6%  | 대표최고위원으로 선출 |
| 2        | 강창희   | 3,336    | 31.1%  | 최고위원              |
| 3        | 김진재   | 2,788    | 26%    | 최고위원              |
| 4        | 강재섭   | 2,652    | 24.7%  | 최고위원              |
| 5        | 박희태   | 2,478    | 23.1%  | 최고위원              |
| 6        | 하순봉   | 2,062    | 19.2%  | 최고위원              |
| 7        | 김일윤   | 2,060    | 19.2%  |                       |
| 8        | 이해구   | 1,933    | 18%    |                       |
| 9        | 정형근   | 1,593    | 14.8%  |                       |
| 10       | 김부겸   | 1,448    | 13.5%  |                       |
| 11       | 김기배   | 1,415    | 13.2%  |                       |
| 12       | 안상수   | 977      | 9.1%   |                       |
| 13       | 김정숙   | 936      | 8.7%   | 여성 몫 최고위원      |
| 14       | 김호일   | 883      | 8.2%   |                       |
| 15       | 홍준표   | 883      | 8.2%   |                       |
| 16       | 함종한   | 844      | 7.9%   |                       |
| 17       | 강인섭   | 569      | 5.3%   |                       |
| 총투표수 | 총투표수 | 총투표수 | 7,110  |                       |

5월 10일, 한나라당 전당대회는 경선 결과에 따라 이회창 전 총재를 대통령 후보로 지명하고, 집단지도체제를 채택한 뒤 그에 따라 최고위원 경선을 실시해 서청원, 강창희, 김진재, 강재섭, 박희태, 하순봉, 김정숙 의원을 최고위원으로 선출했다.
3일 뒤 제1차 최고위원회의는 최고위원 최다득표자인 서청원 최고위원을 대표최고위원으로 선출한다.

#### 제5차 전당대회
대한민국 제16대 대통령 선거에 패배한 한나라당은 부정선거를 주장하며 재검표를 요구했으나, 재검표 결과 선거 결과에 거의 변동이 없음에 따라 서청원 대표는 대선 패배와 대선 불복에 책임을 지고 박희태 최고위원을 권한대행으로 지명한 뒤 사퇴한다.
그 뒤, 2번의 대선 패배를 겪은 한나라당은 당 정치개혁특위의 개혁안에 따라 당 대표와 지역운영위원 체제를 택하고, 경선을 위해 일반당원 50%, 국민 50%로 구성된 22만 227446명의 선거인단을 구성했다.
| 득표순위 | 이름     | 득표수   | 득표율  | 비고 |
| -------- | -------- | -------- | ------- | ---- |
| 1        | 최병렬   | 46,074   | 35.8%   | 대표 |
| 2        | 서청원   | 42,965   | 33.4%   |      |
| 3        | 강재섭   | 18,899   | 14.7%   |      |
| 4        | 김덕룡   | 15,680   | 12.2%   |      |
| 5        | 이재오   | 2,697    | 2.1%    |      |
| 6        | 김형오   | 2,406    | 1.9%    |      |
| 총투표수 | 총투표수 | 총투표수 | 128,721 |      |

2003년 6월 26일, 한나라당 전당대회는 선거인단 투표 결과에 따라 최병렬 전 서울시장을 대표로 선출했다.

#### 제6차 전당대회
2004년 2월 22일, 불법대선자금사건으로 구속된 서청원 전 대표에 대한 석방결의안을 통과시킨 데 대한 역풍으로 퇴진 압박을 받던 최병렬 대표가 퇴진요구를 수용함으로써 조기 전당대회가 열리게 된다.
설상가상으로 노무현 대통령 탄핵 소추로 인한 역풍으로 창당 이래 최대의 위기를 맞이한 한나라당은 전당대회를 3월 18일에서 3월 23일로 연기하고, 국민의 관심을 받기 위해 사상 최초로 대표 경선에 여론조사를 도입하기에 이른다.
| 순위 | 기호 | 이름   | 국민 여론조사 | 선거인단 | 총 득표 | 비고    |
| 순위 | 기호 | 이름   | 득표율        | 득표율   | 득표율  | 비고    |
| ---- | ---- | ------ | ------------- | -------- | ------- | ------- |
| 1    | 2    | 박근혜 | 1,255(환산)   | 1,359    | 2,614   | 당 대표 |
| 1    | 2    | 박근혜 | 49.8          | 53.9     | 51.8    | 당 대표 |
| 2    | 5    | 홍사덕 | 553(환산)     | 900      | 1,453   |         |
| 2    | 5    | 홍사덕 | 22            | 35.7     | 28.8    |         |
| 3    | 4    | 김문수 | 498(환산)     | 109      | 607     |         |
| 3    | 4    | 김문수 | 19.8          | 4.3      | 12      |         |
| 4    | 3    | 박진   | 106(환산)     | 104      | 210     |         |
| 4    | 3    | 박진   | 4.2           | 4.1      | 4.2     |         |
| 5    | 1    | 권오을 | 110(환산)     | 50       | 160     |         |
| 5    | 1    | 권오을 | 4.4           | 2        | 3.2     |         |
| 합계 | 합계 | 합계   |               |          |         | -       |

3월 23일, 한나라당 전당대회는 박정희 전 대통령의 딸인 박근혜 전 부총재를 과도기 대표로 선출한다.

#### 제7차 전당대회
2004년 5월 19일 한나라당 당선자총회는 최고위원회를 중심으로 한 집단 지도체제를 도입하고, 대의원 50%, 여론조사 30%, 인터넷 선거인단 20%가 1인2표로 각각 대표,최고위원을 뽑아 1~5위로 최고위원회를 구성하고 1위를 대표최고위원으로 선출하기로 결정했다.
| 득표순위 | 이름     | 합산득표수 | 반영득표율 | 비고         |
| -------- | -------- | ---------- | ---------- | ------------ |
| 1        | 박근혜   | 8,433      | 84.2%      | 대표최고위원 |
| 2        | 원희룡   | 2,610      | 26.1%      | 최고위원     |
| 3        | 김영선   | 2,249      | 22.5%      | 최고위원     |
| 4        | 이강두   | 2,185      | 21.8%      | 최고위원     |
| 5        | 이규택   | 1,968      | 19.66%     | 최고위원     |
| 6        | 정의화   | 1,525      | 15.2%      |              |
| 7        | 곽영훈   | 1,050      | 10.4%      |              |
| 총투표수 | 총투표수 | 총투표수   | 10010      |              |

7월 19일, 한나라당 전당대회는 만장일치로 당헌당규를 개정한 뒤 투표에 들어가, 여론조사, 인터넷투표와 합산해 박근혜 전 대표를 대표최고위원으로 선출했다. 한편 소장파인 원희룡 의원과 김영선 의원이 여론조사와 인터넷투표에서의 강세로 중진인 이강두, 이규택 의원을 꺾고 최고위원직에 당선되는 파란을 일으켰다.

#### 제8차 전당대회
박근혜 대표의 임기가 끝나는 2006년 한나라당 전당대회는 대한민국 제17대 대통령 선거를 앞두고 당권을 장악하려는 친이계의 이재오 전 원내총무와 이를 저지하기 위해 친박계가 지원한 강재섭 전 원내대표의 대결이 되었다.
| 순위 | 기호 | 이름   | 국민 여론조사 | 대의원 투표 | 총 득표 | 비고         |
| 순위 | 기호 | 이름   | 득표율        | 득표율      | 득표율  | 비고         |
| ---- | ---- | ------ | ------------- | ----------- | ------- | ------------ |
| 1    | 4    | 강재섭 | 954(환산)     | 4,299       | 5,254   | 대표최고위원 |
| 1    | 4    | 강재섭 | 30.2          | 58.4        | 50      | 대표최고위원 |
| 2    | 3    | 이재오 | 1,423(환산)   | 3,368       | 4,791   | 최고위원     |
| 2    | 3    | 이재오 | 45.1          | 45.7        | 45.6    | 최고위원     |
| 3    | 7    | 강창희 | 554(환산)     | 2,071       | 2,626   | 최고위원     |
| 3    | 7    | 강창희 | 17.6          | 28.1        | 25      | 최고위원     |
| 4    | 5    | 전여옥 | 1,161(환산)   | 833         | 1,994   | 최고위원     |
| 4    | 5    | 전여옥 | 36.8          | 11.3        | 19      | 최고위원     |
| 5    | 2    | 정형근 | 633(환산)     | 1,339       | 1,993   | 최고위원     |
| 5    | 2    | 정형근 | 20.1          | 18.2        | 18.9    | 최고위원     |
| 6    | 1    | 권영세 | 540(환산)     | 1,223       | 1,773   |              |
| 6    | 1    | 권영세 | 17.1          | 16.6        | 16.9    |              |
| 7    | 8    | 이규택 | 809(환산)     | 847         | 1,656   |              |
| 7    | 8    | 이규택 | 25.6          | 11.5        | 15.7    |              |
| 8    | 6    | 이방호 | 213           | 735         | 949     |              |
| 8    | 6    | 이방호 | 6.8           | 10          | 9       |              |
| 합계 | 합계 | 합계   |               |             |         | -            |

7월 11일, 1인 2표제로 대의원 70% 여론조사 30%를 반영한 최고위원 경선 결과, 한나라당 전당대회는 강재섭 전 원내대표를 대표최고위원으로 선출하였다.

#### 제9차 전당대회
대한민국 제17대 대통령 한나라당 후보자 선출 선거.
한나라당의 이명박 전 서울시장은 재임 시절 버스체계 개편과, 청계천 복원을 통해 큰 인기를 얻고 있었다. 그러나 당내에서는 오히려 2년간 대표를 지내며 대한민국 제17대 총선에서 위기에 빠진 당을 구해내고 제4회 전국동시지방선거를 압승으로 이끈 박근혜 전 대표가 세를 과시하고 있었다. 당에서는 둘의 화합을 중재하려 했으나, 경선 룰은 생각보다 쉽게 정할 수 없었다. 이명박 후보 측은 당의 결정에 따른다는 입장이었는데, 이 경우 자신에게 유리하게 국민 참여폭을 늘릴 수 있기 때문이었다. 반면 박근혜 후보 측은 ‘원칙’을 내세우며 룰 변경을 거부했다.
3월 18일 결정된 경선룰에 따르면 선거인단이 4만 명에서 20만명으로 (일반선거인단은 1만 2천 명에서 6만 명으로) 늘었고, 전당대회는 6월에서 8월로 연기되었다. 손학규 전 경기지사는 경선룰에 반발해 곧바로 탈당한 뒤, 후에 창당되는 대통합민주신당에 참여하였다.
6월 13일 후보 등록이 완료되었다. 이명박 전 서울시장, 박근혜 전 대표, 홍준표 전 클린정치위원장, 원희룡 전 최고위원, 고진화 의원 등이 후보로 등록하였다. 그 중 고진화 후보는 7월 20일 사퇴한다.
여권에는 지지율이 높은 후보도 없었고, 범여권 정당의 지지율은 지리멸렬한 반면 한나라당의 지지율은 50%를 상회했기 때문에 한나라당 경선은 곧 본선으로 여겨졌고, 달아오른 경선 과정에서 이명박 후보 측에는 BBK 문제가, 박근혜 후보 측에는 정수장학회 문제가 붉어져나왔다.
그 과정에서 친인척 관여 부동산 투기 의혹, 부인의 15차례 위장전입 의혹, BBK 관련 주가조자 의혹, X파일 존재론, 산악회 선거법 위반 논란, 도곡동 땅 문제 등이 붉어지며 이명박 후보의 지지율을 조금씩 끌어내렸다. 이 상황에서 타 후보들은 1985년 이명박 후보의 처남과 형 이상은 씨가 도곡동 일대의 땅을 잔뜩 매입한 후 지하철 개통으로 차익을 엄청 남기고 1995년 포스코에 되판 사건을 문제 삼았다.
전당대회를 6일 전인 8월 14일 검찰은 형 이상은 씨의 몫 일부가 이명박 후보의 차명계좌라는 중간수사발표가 하면서 이명박 사퇴론이 거세졌다. 그러나 다음날 대검찰청 정동기 차장이 곧바로 “도곡동 땅은 이명박 후보 소유라는 증거가 없다.”라는 말을 던지며 가까스로 수습한다.
| 순위 | 기호 | 이름   | 국민 여론조사(20%) | 선거인단(80%) | 총 득표 | 비고        |
| 순위 | 기호 | 이름   | 비율               | 비율          | 비율    | 비고        |
| ---- | ---- | ------ | ------------------ | ------------- | ------- | ----------- |
| 1    | 1    | 이명박 | 16,868(환산)       | 64,216        | 81,084  | 대통령 후보 |
| 1    | 1    | 이명박 | 51.54              | 49.06         | 49.56   | 대통령 후보 |
| 2    | 3    | 박근혜 | 13,986(환산)       | 64,648        | 78,634  |             |
| 2    | 3    | 박근혜 | 42.74              | 49.39         | 48.06   |             |
| 3    | 2    | 원희룡 | 1,079(환산)        | 1,319         | 2,398   |             |
| 3    | 2    | 원희룡 | 3.30               | 1.01          | 1.47    |             |
| 4    | 4    | 홍준표 | 793(환산)          | 710           | 1,503   |             |
| 4    | 4    | 홍준표 | 2.42               | 0.54          | 0.92    |             |
| -    | 5    | 고진화 | -                  | -             | -       | 후보 사퇴   |

8월 20일, 여론조사에서 크게 격차를 벌린 이명박 전 서울시장은 박근혜 전 대표를 누르고 대한민국 제17대 대통령 선거 후보로 선출되었다.

#### 제10차 전당대회
| 순위 | 기호 | 이름   | 국민 여론조사 | 대의원 투표 | 총 득표 | 비고             |
| 순위 | 기호 | 이름   | 득표율        | 득표율      | 득표율  | 비고             |
| ---- | ---- | ------ | ------------- | ----------- | ------- | ---------------- |
| 1    | 2    | 박희태 | 1,865(환산)   | 4,264       | 6,129   | 대표최고위원     |
| 1    | 2    | 박희태 | 60.2          | 56.4        | 57.6    | 대표최고위원     |
| 2    | 7    | 정몽준 | 2,896(환산)   | 2,391       | 5,287   | 최고위원         |
| 2    | 7    | 정몽준 | 92.6          | 31.7        | 49.6    | 최고위원         |
| 3    | 4    | 허태열 | 555(환산)     | 2,792       | 3,284   | 최고위원         |
| 3    | 4    | 허태열 | 19.8          | 37          | 30.8    | 최고위원         |
| 4    | 3    | 공성진 | 283(환산)     | 2,306       | 2,589   | 최고위원         |
| 4    | 3    | 공성진 | 9.6           | 30.5        | 24.3    | 최고위원         |
| 5    | 6    | 김성조 | 209(환산)     | 2,245       | 2,454   |                  |
| 5    | 6    | 김성조 | 5.5           | 29.7        | 23      |                  |
| 6    | 5    | 박순자 | 382(환산)     | 509         | 891     | 여성 몫 최고위원 |
| 6    | 5    | 박순자 | 12.5          | 6.7         | 8.4     | 여성 몫 최고위원 |
| 합계 | 합계 | 합계   |               |             |         | -                |

2008년 7월 3일, 친이계의 지원을 받은 박희태 전 국회부의장은 막대한 자금력을 지닌 정몽준 현대중공업 회장과 친박계의 지원을 받는 허태열 전 충북지사를 누르고 대표최고위원으로 선출되었다.

#### 제11차 전당대회
2010년 7월 14일, 한나라당 전당대회는 만장일치로 미래희망연대와의 합당을 추인하고 최고위원 선거에 들어갔다.
| 순위 | 기호 | 이름   | 국민 여론조사 | 대의원 투표 | 총 득표 | 비고         |
| 순위 | 기호 | 이름   | 득표율        | 득표율      | 득표율  | 비고         |
| ---- | ---- | ------ | ------------- | ----------- | ------- | ------------ |
| 1    | 13   | 안상수 | 1,295(환산)   | 3,021       | 4,316   | 대표최고위원 |
| 1    | 13   | 안상수 | 40.6          | 40.6        | 40.6    | 대표최고위원 |
| 2    | 3    | 홍준표 | 1,482(환산)   | 2,372       | 3,854   | 최고위원     |
| 2    | 3    | 홍준표 | 46.4          | 31.9        | 36.3    | 최고위원     |
| 3    | 10   | 나경원 | 1,530(환산)   | 1,352       | 2,882   | 최고위원     |
| 3    | 10   | 나경원 | 47.8          | 18.2        | 27.1    | 최고위원     |
| 4    | 6    | 정두언 | 472(환산)     | 1,964       | 2,436   | 최고위원     |
| 4    | 6    | 정두언 | 14.6          | 26.4        | 22.9    | 최고위원     |
| 5    | 12   | 서병수 | 142(환산)     | 1,782       | 1,924   | 최고위원     |
| 5    | 12   | 서병수 | 4.4           | 24          | 18.1    | 최고위원     |
| 6    | 5    | 이성헌 | 89(환산)      | 1,301       | 1,390   |              |
| 6    | 5    | 이성헌 | 2.6           | 17.5        | 13.1    |              |
| 7    | 9    | 한선교 | 790(환산)     | 403         | 1,193   |              |
| 7    | 9    | 한선교 | 24.6          | 5.4         | 11.2    |              |
| 8    | 4    | 이혜훈 | 144(환산)     | 1,034       | 1,178   |              |
| 8    | 4    | 이혜훈 | 4.4           | 13.9        | 11.1    |              |
| 9    | 2    | 김대식 | 155(환산)     | 819         | 974     |              |
| 9    | 2    | 김대식 | 4.8           | 11          | 9.2     |              |
| 10   | 1    | 김성식 | 132(환산)     | 533         | 665     |              |
| 10   | 1    | 김성식 | 4             | 7.2         | 6.3     |              |
| 11   | 8    | 정미경 | 147(환산)     | 299         | 446     |              |
| 11   | 8    | 정미경 | 4.6           | 4           | 4.2     |              |
| 합계 | 합계 | 합계   |               |             |         | -            |

국민 여론조사 30%를 합산한 투표 결과, 안상수 전 원내대표가 홍준표 전 원내대표와 나경원 전 원내부대표를 누르고 대표최고위원으로 선출되었다.

#### 제12차 전당대회
2011년 5월 8일, 안상수 지도부가 4.27 재보선 패배에 책임을 지고 총사퇴하면서, 한나라당은 조기 전당대회를 개최하기로 하고 정의화 전 국회부의장이 비상대책위원장을, 황우여 원내대표가 대표 권한대행을 맡도록 했다.
6월 7일, 한나라당 전국위는 지도부 선출 경선에 70% 반영되는 선거인단을 대의원, 당원, 청년선거인단으로 구성하기로 결정했다.
| 순위 | 기호 | 이름   | 국민 여론조사 | 선거인단 투표 | 총 득표 | 비고         |
| 순위 | 기호 | 이름   | 득표율        | 득표율        | 득표율  | 비고         |
| ---- | ---- | ------ | ------------- | ------------- | ------- | ------------ |
| 1    | 3    | 홍준표 | 12,356(환산)  | 29,310        | 41,666  | 대표최고위원 |
| 1    | 3    | 홍준표 | 50.4          | 51.3          | 51      | 대표최고위원 |
| 2    | 6    | 유승민 | 4,638(환산)   | 27,519        | 32,157  | 최고위원     |
| 2    | 6    | 유승민 | 18.9          | 48.1          | 39.4    | 최고위원     |
| 3    | 7    | 나경원 | 14,903(환산)  | 14,819        | 29,722  | 최고위원     |
| 3    | 7    | 나경원 | 60.8          | 25.9          | 36.4    | 최고위원     |
| 4    | 1    | 원희룡 | 6,579(환산)   | 22,507        | 29,086  | 최고위원     |
| 4    | 1    | 원희룡 | 26.8          | 39.4          | 35.6    | 최고위원     |
| 5    | 4    | 남경필 | 6,036(환산)   | 8,860         | 14,896  | 최고위원     |
| 5    | 4    | 남경필 | 24.6          | 15.5          | 18.2    | 최고위원     |
| 6    | 5    | 박진   | 3,294(환산)   | 5,662         | 8,956   |              |
| 6    | 5    | 박진   | 12.4          | 9.9           | 11      |              |
| 7    | 2    | 권영세 | 1,211(환산)   | 5,695         | 6,906   |              |
| 7    | 2    | 권영세 | 5             | 10            | 8.5     |              |
| 합계 | 합계 | 합계   |               |               |         | -            |

7월 4일, 경선 결과 친이계의 지원을 받은 홍준표 전 원내대표가 박근혜 대표 비서실장을 지낸 친박계 핵심 유승민 의원을 누르고 대표최고위원으로 선출되었다.

#### 제14차 전국위원회
2011년 12월 7일, 10.26 재보선 패배와 뒤이은 선거관리위원회 디도스 공격으로 당 지지율이 추락하자, 유승민, 원희룡, 남경필 최고위원이 동반사퇴했고, 이틀 뒤인 12월 9일 버티던 홍준표 대표마저 사퇴하자 지도부가 붕괴되어 조기 전당대회를 치르게 되었다. 지도부 사퇴로 대표 권한대행을 맡았던 나경원 최고위원마저 12월 11일 사퇴하자 12월 19일, 한나라당 전국위는 박근혜 전 대표를 만장일치로 비상대책위원장으로 추대했다.

#### 제15차 전국위원회
2012년 2월 13일, 한나라당 전국위는 새누리당으로의 당명 개정을 의결했다.

### 새누리당 시기

#### 제1차 전당대회
| 순위 | 기호 | 이름   | 국민 여론조사 | 선거인단 투표 | 총 득표 | 비고         |
| 순위 | 기호 | 이름   | 득표율        | 득표율        | 득표율  | 비고         |
| ---- | ---- | ------ | ------------- | ------------- | ------- | ------------ |
| 1    | 2    | 황우여 | 8,540(환산)   | 21,487        | 30,027  | 대표최고위원 |
| 1    | 2    | 황우여 | 58.2          | 62.7          | 61.3    | 대표최고위원 |
| 2    | 3    | 이혜훈 | 3,241(환산)   | 11,213        | 14,454  | 최고위원     |
| 2    | 3    | 이혜훈 | 22.1          | 32.7          | 29.5    | 최고위원     |
| 3    | 7    | 심재철 | 5,695(환산)   | 5,805         | 11,500  | 최고위원     |
| 3    | 7    | 심재철 | 38.8          | 16.9          | 23.5    | 최고위원     |
| 4    | 5    | 정우택 | 4,305(환산)   | 6,900         | 11,205  | 최고위원     |
| 4    | 5    | 정우택 | 29.3          | 20.1          | 22.9    | 최고위원     |
| 5    | 4    | 유기준 | 2,040(환산)   | 7,742         | 9,782   | 최고위원     |
| 5    | 4    | 유기준 | 13.9          | 22.6          | 20      | 최고위원     |
| 6    | 6    | 홍문종 | 1,704(환산)   | 6,820         | 8,524   |              |
| 6    | 6    | 홍문종 | 11.6          | 19.9          | 17.4    |              |
| 7    | 8    | 원유철 | 1,587(환산)   | 3,168         | 4,755   |              |
| 7    | 8    | 원유철 | 10.8          | 9.2           | 9.7     |              |
| 8    | 1    | 김경안 | 1,008(환산)   | 2,855         | 3,863   |              |
| 8    | 1    | 김경안 | 6.9           | 8.3           | 7.9     |              |
| 9    | 9    | 김태흠 | 1,251(환산)   | 2,541         | 3,792   |              |
| 9    | 9    | 김태흠 | 8.5           | 7.4           | 7.7     |              |
| 합계 | 합계 | 합계   |               |               |         | -            |

2012년 5월 15일, 새누리당 전당대회는 황우여 전 원내대표를 대표최고위원으로 선출하였다.

#### 제2차 전당대회
| 순위 | 기호 | 이름   | 선거인단 | 여론조사 | 총 득표 | 비고        |
| 순위 | 기호 | 이름   | 비율     | 비율     | 비율    | 비고        |
| ---- | ---- | ------ | -------- | -------- | ------- | ----------- |
| 1    | 2    | 박근혜 | 71,176   | 15,413   | 86,589  | 대통령 후보 |
| 1    | 2    | 박근혜 | 86.18%   | 74.73%   | 83.97%  | 대통령 후보 |
| 2    | 5    | 김문수 | 5,622    | 3,333    | 8,955   |             |
| 2    | 5    | 김문수 | 6.81%    | 16.16%   | 8.68%   |             |
| 3    | 3    | 김태호 | 2,616    | 682      | 3,298   |             |
| 3    | 3    | 김태호 | 3.17%    | 3.31%    | 3.20%   |             |
| 4    | 1    | 임태희 | 2,341    | 335      | 2,676   |             |
| 4    | 1    | 임태희 | 2.83%    | 1.62%    | 2.60%   |             |
| 5    | 4    | 안상수 | 739      | 861      | 1,600   |             |
| 5    | 4    | 안상수 | 0.89%    | 4.17%    | 1.55%   |             |

2012년 8월 20일, 새누리당은 경선을 통해 박근혜 전 비대위원장을 대한민국 제18대 대통령 선거 후보로 선출하였다.

#### 제1차 전국위원회
2012년 11월 6일, 새누리당 전국위는 선진통일당과의 합당을 의결했다.

#### 제3차 전당대회
| 순위 | 기호 | 이름   | 국민 여론조사 | 선거인단 투표 | 총 득표 | 비고             |
| 순위 | 기호 | 이름   | 득표율        | 득표율        | 득표율  | 비고             |
| ---- | ---- | ------ | ------------- | ------------- | ------- | ---------------- |
| 1    | 2    | 김무성 | 13,153(환산)  | 39,553        | 52,706  | 대표최고위원     |
| 1    | 2    | 김무성 | 49.2          | 63.4          | 59.1    | 대표최고위원     |
| 2    | 8    | 서청원 | 9,821(환산)   | 28,472        | 38,293  | 최고위원         |
| 2    | 8    | 서청원 | 36.7          | 45.6          | 43      | 최고위원         |
| 3    | 1    | 김태호 | 5,427(환산)   | 19,903        | 25,330  | 최고위원         |
| 3    | 1    | 김태호 | 20.3          | 31.9          | 28.4    | 최고위원         |
| 4    | 3    | 이인제 | 10,524(환산)  | 10,258        | 20,782  | 최고위원         |
| 4    | 3    | 이인제 | 39.4          | 16.4          | 23.3    | 최고위원         |
| 5    | 6    | 홍문종 | 2,472(환산)   | 14,157        | 16,629  |                  |
| 5    | 6    | 홍문종 | 9.24          | 22.7          | 18.9    |                  |
| 6    | 5    | 김을동 | 8,751(환산)   | 5,839         | 14,590  | 여성 몫 최고위원 |
| 6    | 5    | 김을동 | 32.7          | 9.4           | 16.4    | 여성 몫 최고위원 |
| 7    | 9    | 김상민 | 1,399(환산)   | 2,136         | 3,535   |                  |
| 7    | 9    | 김상민 | 5.2           | 3.4           | 4       |                  |
| 8    | 4    | 박창달 | 923(환산)     | 2,370         | 3,293   |                  |
| 8    | 4    | 박창달 | 3.5           | 3.8           | 3.6     |                  |
| 9    | 7    | 김영우 | 998(환산)     | 2,069         | 3,067   |                  |
| 9    | 7    | 김영우 | 3.7           | 3.3           | 3.4     |                  |
| 합계 | 합계 | 합계   |               |               |         | -                |

2014년 7월 14일, 새누리당 전당대회는 김무성 전 원내대표를 대표최고위원으로 선출하였다.

#### 제4차 전국위원회
2016년 4월 14일, 대한민국 제20대 국회의원 선거 참패로 지도부가 총사퇴하자 정진석 대표권한대행의 추천으로 김용태 의원이 비상대책위원장에 내정되었으나 친박계의 반발로 5월 17일 전국위원회가 무산되면서 김용태 내정자는 사퇴하였다. 이후 6월 2일 다시 열린 전국위원회가 김희옥 동국대학교 총장을 혁신비상대책위원장으로 추대했다.

#### 제4차 전당대회
대한민국 제20대 국회의원 선거 참패로 지도부가 총사퇴하고 들어선 새누리 혁신비상대책위원회는 7월 14일 5차 전국위원회를 통해 대표 권한을 강화하고 최고위원과 분리 선출하는 단일성 집단지도체제를 도입했다.
이에 친박계는 최경환 전 경제부총리는 대표 후보로 추대하려 했고, 비박계에서는 이에 맞서 유승민 전 원내대표 등판론이 나왔으나 6월 28일, 유승민 전 원내대표가 불출마를 결정하자 7월 6일, 최경환 전 부총리가 불출마를 선언하였고, 이에 친박계는 서청원 전 대표를 추대하려 했고, 이에 나경원 전 최고위원이 출마를 고심하기도 했으나 7월 19일 서청원 전 대표 역시 불출마를 선언하자 다음날 나경원 전 최고위원 역시 불출마를 선언했다. 이에 친박계는 홍문종 전 사무총장에게 출마를 권유했으나 7월 27일 홍문종 전 사무총장 역시 불출마를 선언했고, 막판에 출마를 고심하던 김문수 전 경기도지사 역시 불출마를 결정하면서 대표 경선에는 이정현 전 청와대 홍보수석, 이주영 전 해양수산부 장관, 정병국 전 문화체육관광부 장관, 주호영 전 특임장관, 김용태 전 혁신위원장 내정자와 한선교 의원 등이 출마하게 되었다.
그러나 총선 결과에 대한 책임론이 제기된 친박계 측이 오히려 총선 공천 과정에서 당내 조직력이 강화되면서, 비박계에서는 단일화를 해야한다는 여론이 제기되었고, 7월 29일, 정병국 의원과 김용태 의원이 여론조사를 통해 정병국 의원만이 후보로 등록했고, 8월 5일, 주호영 후보와 정병국 후보 간 여론조사를 통해 주호영 후보가 비박계 단일후보로 선출되었으며, 김무성 전 대표와 오세훈 전 서울시장 등 비박계 대권주자들의 지원을 받았다. 이에 친박계 역시 박근혜 대통령과 비교적 멀어진 이주영 후보나 한선교 후보 대신 이정현 후보를 지원하면서, '오더 투표' 논란이 일기도 하였다.
| 순위 | 기호 | 이름   | 국민 여론조사 | 선거인단 투표 | 총 득표 | 비고    |
| 순위 | 기호 | 이름   | 득표율        | 득표율        | 득표율  | 비고    |
| ---- | ---- | ------ | ------------- | ------------- | ------- | ------- |
| 1    | 1    | 이정현 |               |               | 44,421  | 당 대표 |
| 1    | 1    | 이정현 | 40.9          |               |         | 당 대표 |
| 2    | 4    | 주호영 |               |               | 31,946  |         |
| 2    | 4    | 주호영 | 29.4          |               |         |         |
| 3    | 2    | 이주영 |               |               | 21,614  |         |
| 3    | 2    | 이주영 | 19.9          |               |         |         |
| 4    | 5    | 한선교 |               |               | 10,757  |         |
| 4    | 5    | 한선교 | 9.9           |               |         |         |
| -    | 3    | 정병국 |               |               |         | 사퇴    |
|      |      |        |               |               |         |         |

2016년 8월 9일, 새누리당 전당대회는 이정현 전 최고위원을 당대표으로 선출하였다.

#### 제6차 전국위원회
2016년 12월 29일, 새누리당 전국위는 비대위원장에 인명진 전 경제정의실천시민연합 공동대표를 만장일치로 추대했다.

#### 제7차 전국위원회
2017년 2월 13일, 새누리당 전국위는 자유한국당으로의 당명개정을 의결했다.

### 자유한국당 시기

#### 제1차 전당대회
2017년 3월 10일, 박근혜 대통령이 탄핵되자 3월 12일 자유한국당은 31일 전당대회를 개최해 여론조사 50%, 책임당원투표 50%로 대한민국 제19대 대통령 선거 후보를 선출하기로 하였다.
3월 16일까지 진행된 후보 등록에는 홍준표 경상남도지사, 김진태 의원, 이인제 전 선진통일당 대표, 김관용 경상북도지사, 안상수 의원, 원유철 전 원내대표, 조경태 의원, 김진 중앙일보 논설위원, 신용한 청년위원장이 등록했다.
2017년 3월 18일에 실시된 1차 컷오프에서는 김진, 신용한, 조경태 후보가 탈락했다. 2017년 3월 20일에 실시된 2차 컷오프에서는 안상수, 원유철 후보가 탈락했다.
| 순위 | 기호 | 이름   | 여론조사 (50%) | 책임당원 투표 (50%) | 총득표 | 비고        |
| 순위 | 기호 | 이름   | 득표율         | 득표율              | 득표율 | 비고        |
| ---- | ---- | ------ | -------------- | ------------------- | ------ | ----------- |
| 1    | 4    | 홍준표 | 46.7           | 61.6                | 54.15  | 대통령 후보 |
| 2    | 3    | 김진태 | 17.5           | 21.1                | 19.3   |             |
| 3    | 1    | 이인제 | 24.6           | 5.1                 | 14.85  |             |
| 4    | 2    | 김관용 | 11.2           | 12.2                | 11.7   |             |
| 합계 | 합계 | 합계   |                |                     |        | -           |

2017년 3월 31일, 자유한국당 전당대회는 책임당원투표 50%, 여론조사 50%를 통해 대한민국 제19대 대통령 선거 후보로 홍준표 후보를 선출하였다.

#### 제2차 전당대회
| 순위 | 기호 | 이름   | 국민 여론조사(30%) | 선거인단 투표(70%) | 총 득표 | 비고    |
| 순위 | 기호 | 이름   | 득표율             | 득표율             | 득표율  | 비고    |
| ---- | ---- | ------ | ------------------ | ------------------ | ------- | ------- |
| 1    | 2    | 홍준표 | 11,697(환산)       | 40,194             | 51,891  | 당 대표 |
| 1    | 2    | 홍준표 | 49.4               | 72.7               | 65.7    | 당 대표 |
| 2    | 3    | 원유철 | 7,103(환산)        | 11,021             | 18,125  |         |
| 2    | 3    | 원유철 | 30                 | 19.9               | 23      |         |
| 3    | 1    | 신상진 | 4,877(환산)        | 4,036              | 8,914   |         |
| 3    | 1    | 신상진 | 20.6               | 7.3                | 11.3    |         |
| 합계 | 합계 | 합계   |                    |                    |         | -       |

2017년 7월 3일, 자유한국당 전당대회는 홍준표 대한민국 제19대 대통령 선거 후보를 당 대표로 선출하였다.

#### 제3차 전국위원회
2018년 6월 14일, 제7회 전국동시지방선거 참패로 지도부가 총사퇴하자 김성 대표권한대행은 6월 24일 안상수 전 인천광역시장을 위원장으로 하는 비상대책위원회 준비위원회를 구성해 비대위원장을 물색하였고, 김병준 전 참여정부 청와대 정책실장이 내정되었다. 7월 17일 자유한국당 전국위원회는 김병준 전 청와대 정책실장을 비상대책위원장으로 추대했다.

#### 제3차 전당대회
2018년 11월 29일, 오세훈 전 서울특별시장이 입당한 데 이어 2019년 1월 15일, 야권 차기 대권 주자 지지율 1위를 달리던 황교안 전 국무총리가 입당했다. 황교안 전 총리가 유력한 차기 대표로 대세론을 형성하자 1월 30일에는 지방선거 참패의 책임을 지고 물러났던 홍준표 전 대표가 대표 경선 출마를 선언한다. 2월 27일로 예정된 전당대회 대표 경선에는 황교안 전 총리, 오세훈 전 서울시장, 홍준표 전 대표를 비롯해 심재철 전 국회부의장, 안상수 전 인천시장, 정우택 전 원내대표, 주호영 전 특임장관, 김진태 의원 등이 출마를 선언했다.
2월 7일, 2차 북미정상회담이 2월 27일부터로 발표되자 황교안 전 총리와 김진태 의원을 제외한 오세훈 전 시장, 홍준표 전 대표, 심재철 전 부의장, 안상수 전 시장, 정우택 전 원내대표, 주호영 전 장관 등은 전당대회를 2주 이상 연기할 것을 요청했으나 비대위와 선관위가 27일 개최를 강행하자 결국 해당 후보 6명은 2월 10일 전당대회 보이콧을 선언한다.
결국 2월 12일 황교안 전 총리, 김진태 의원과 입장을 번복한 오세훈 전 시장만이 당대표 후보로 등록한다.
2월 8일 김진태, 이종명, 김순례 의원의 5.18 광주민주화운동 왜곡 및 폄하 논란이 확산되자 윤리위원회는 2월 14일 이종명 의원을 제명하고 당대표 후보로 등록한 김진태 의원과 최고위원 후보로 등록한 김순례 의원에 대한 징계는 유보해 다시 한 번 논란을 일으켰다. 전당대회 과정에서는 김진태 후보의 막말에 이어 압도적인 지지율의 황교안 후보까지 '태블릿 PC 조작설'이나 '5.18 유공자 명단 공개' 등 김진태 후보의 극우적인 주장에 동참하며 당이 극우화되어간다는 우려를 불러 일으켰다.
| 순위 | 기호 | 이름   | 선거인단 투표(70%) | 국민 여론조사(30%) | 총 득표 | 비고    |
| 순위 | 기호 | 이름   | 득표율             | 득표율             | 득표율  | 비고    |
| ---- | ---- | ------ | ------------------ | ------------------ | ------- | ------- |
| 1    | 1    | 황교안 | 53,185             | 15,527(환산)       | 68,713  | 당 대표 |
| 1    | 1    | 황교안 | 55.3               | 37.7               | 50      | 당 대표 |
| 2    | 2    | 오세훈 | 21,963             | 20,689(환산)       | 42,653  |         |
| 2    | 2    | 오세훈 | 22.9               | 50.2               | 31.1    |         |
| 3    | 3    | 김진태 | 20,955             | 4,969(환산)        | 25,924  |         |
| 3    | 3    | 김진태 | 21.8               | 12.1               | 18.9    |         |
| 합계 | 합계 | 합계   |                    |                    |         | -       |

2019년 2월 27일, 자유한국당 전당대회는 황교안 전 총리를 당 대표로 선출하였다.

#### 제4차 전국위원회
2020년 2월 13일, 자유한국당 전국위는 신설 합당 추진에 대한 결정 권한을 당 최고위원회에 위임하기로 의결하였다.

## 논란

### 1997년대선 당시전두환사면에 대한 공약 논란
1997년 4월 6일, 전두환 노태우의 사면에 "이회창 신한국당 대표가 국민대화합이 필요하다는 측면에서 전두환 노태우의 사면에 대해 찬성입장을 밝힐 예정"이라는 보도가 나오고 김윤환 신한국당 고문도 "김영삼 대통령에게 전두환 노태우의 사면을 건의하였다"는 보도가 나옴으로써 집권당인 신한국당 내부에서는 전두환 노태우의 형 집행이 확정되기도 전에 전두환 노태우의 사면논의가 오가기 시작했다.
1997년 4월 17일 전두환 노태우에 대한 형 집행이 확정되자 집권당인 신한국당 내부에서 본격적으로 전두환 노태우의 사면에 대해 논의되기 시작했다. 당시 신한국당의 김윤환 고문과 대구경북쪽 인사들을 비롯한 구 여권 출신 대선주자들은 종전부터 사면에 찬성하는 쪽에 섰다. 김윤환 고문은 "부정축재 한 거 환수하고, 여러 가지 한다면은 죄는 주지만은 벌은 안 주었으면 하는 그런 심정이다."라는 발언으로 전두환 노태우의 처벌에 봐주기식 관용을 베풀어야 한다는 발언으로 당내에서 전두환 노태우의 사면 복권에 대해 찬성하는 방향으로 당내 분위기를 주도해나갔다. 7월 22일에는 법무부가 전두환 노태우의 사면에 대해 실무검토를 마쳤고 광복절 무렵에 사면될 수 있다는 뉴스까지 나오며 전두환 노태우의 사면에 대해 "언제든지 사면시킬 수 있다"고 "준비되었다"는 법무부의 입장을 보도했는데, 결국 전두환 노태우의 사면은 언제든지 대통령과 정부의 명령만 있으면 대선 이전에 준비가 완료되었던 셈이다. 법무부는 대통령 특별 사면의 경우 법적으로 논란의 소지가 있는 추징금 문제를 집중 검토했다. 노태우 씨의 경우는 추징금에 해당하는 재산을 대부분 보전 처분해 상관이 없지마는, 전두환 씨는 추징금 2,295억원의 10% 정도만 확보되어 있고 전두환의 경우 재산 추적에 진전이 없어, 나머지 2천억 원에 대해서는 집행 불능 결정을 내리고 이를 사면에 포함시킬 수 있는 것으로 결론을 내렸다. 법무부는 사면에 대한 긍정적인 여론이 아직 성숙되지 않았다는 판단에 따라 수감자의 건강이 나쁘거나 기타 중대한 사유가 있을 때 적용하는 형집행 정지도 검토했다. 그러나 형 집행 정지는 명분이 약하고 언제든지 재수감 될 수 있어 전, 노씨 두 사람이 거부할 가능성이 큰 것으로 법무부는 보고 있다.
가석방은 형기의 1/3을 마쳤을 때만 가능해 당초부터 검토 대상에서 제외되었다. 결국 전,노 씨를 풀어주는 길은 특별 사면밖에 없지만 전적으로 대통령의 의중에 달려 있는 문제이기 때문에 법무부는 매우 조심스런 입장을 취하고 있다"고 보도함으로써 이미 전두환 노태우에 대한 사면 준비는 대선이전에 완료되었고 김영삼과 정부의 말 한마디면 곧바로 사면될 수 있었던 형국이었다.
이런 집권당에서의 사면 논의에 대해 1997년 8월 31일, 97년 대선을 앞두고 당시 김대중 새정치국민회의 대통령 후보는 간담회에서 "김영삼 대통령 임기중에 전두환 노태우를 사면하여 동서화합의 길이 열리도록 하겠다"는 의견을 밝혔다. 그는 이어 "그들(전두환 노태우)이 잘못을 반성하지 않는다고 우리도 똑같이 대응할 수는 없다"고 밝혔다. 그리고 다음날인 9월 1일 SBS 대통령 후보와 함께라는 프로그램에서 김대중 총재는 전두환 노태우에 대한 용서론을 강조했다. 이렇게 김대중후보가 전두환 노태우 사면을 내세우자 경향신문은 "화해의 정치인'부각 영남 끌어 안기6共(공)세력들도 포용 색깔론 차단 효과까지 ‘용서’광주여론도 한몫 국민회의 김대중(金大中(김대중))총재가 정치권의「뜨거운 감자"라는 내용의 기사를 실었다. 그리고 10월 23일, 새정치국민회의 박정수 부총재는 국회 본회의 연설에서 "김영삼대통령이 전두환 노태우를 사면하는 것이 바람직하고 김대중후보가 당선되면 대대적인 사면이 단행될 것"이라고 밝혔다. 이날 김대중 후보를 대신해 대표 연설에 나선 새정치국민회의 박정수 부총재는 집권 정치 보복을 절대 하지 않겠다는 김대중후보의 약속을 거듭 강조하고 아무런 전제 조건을 달지 않은 채 전두환·노태우 前 대통령에 대한 사면을 촉구했다.
그에 대응하여 9월 1일 신한국당 대선후보인 이회창은 보수세력의 연합과 국민적인 지지를 얻고 김대중 후보의 전두환 노태우 사면론을 무력화시키기 위해 김영삼대통령에게 전두환 노태우 두 전직 대통령을 추석 전에 사면해 줘야 된다고 요구한다. 당시 김영삼 대통령은 이회창의 전두환 노태우 두 전직대통령 조기석방에 대해 "국민적인 공감대가 형성돼야 된다"며 이회창의 요구를 들어주지 않았다. 당시 정치권이 경쟁적으로 앞다투어 전두환 노태우 사면을 공약으로 내세우자 사회 각계에서도 개탄의 분위기가 쏱아졌다. 당시 김영삼대통령은 9월 12일, 당초 전두환 사면에 대해 "국민적인 공감대가 형성돼야 한다"며 이회창의 요구를 들어주지 않았으나 다시 말을 바꿔 대선 전에 사면을 할 것이라며 입장을 선회한다. 이렇게 이회창이 전두환 사면을 공약으로 내세우자 감옥에 있는 전두환이 이회창에게 "고맙다"며 "우리 때문에 정치적 어려움을 겪는 것은 아니냐" 화답할 만큼 매우 기뻐했던 것으로 밝혀졌다. 그에 대해 이회창 후보도 전두환의 화답에 "고생 많으시다. 추석때 나오시기를 바랬는데 그렇게 되지 않아 아쉽다"고 전두환측에게 화답한 것으로 밝혀졌다. 당시 한겨레에서는 이회창 신한국당 대표가 "추석전 전두환 노태우 두분의 석방을 바랬는데 그렇게 되지 않아 아쉽게 됐다"고 전두환 측근들에게 화답하였다고 보도했다. 그리고 이회창은 9월 24일, cbs와 경실련과의 간담회에서 전두환 노태우 사면에 대해 "전직 대통령이 구금상태에 있는 것은 바람직하지 않고 대통합 차원에서 석방해 정상적인 생활을 영위토록 하는 것이 바람직하다"며 전두환 노태우 사면론에 적극적으로 찬성한다. 이는 곧 경쟁자인 김대중의 전두환 노태우 사면론을 무력화하기 위한 것이었다.
이회창과 김대중이 전두환 노태우의 사면 복권 공약을 내세운 것에 대해 이인제도 경쟁적으로 전두환과 노태우를 사면 복권한다는 공약을 내세웠다
 결국 이렇게 1997년 대선에서 이회창 김대중 이인제 3후보 모두가 전두환 노태우의 사면 복권을 경쟁적으로 대선 공약으로 내걸었던 것이다.
대선 이후 낙선한 이회창후보 측근도 "이회창쪽에서도 추석전 조기사면을 요구한 만큼 김대중당선자도 사면을 주장했으니 당연한조치"라고 평했고 낙선한 이인제후보쪽에서도 전두환 노태우 사면에 대해 "이제는 국민대화합의 계기가 되어야 하고 매우 잘된 일"이라고 평가했다.
12월 21일, 김대중당선자가 김영삼대통령과 협의에 의해 전두환 노태우를 사면한 것에 대해 외국 언론들은 용기있는 결정이라며 평가했다. 당시 사면에 대해 1997년 12월 22일자 동아일보에서도 "전두환 노태우의 사면은 유력 대통령후보들이 모두 대화합을 명분으로 사면을 공약으로 내세움으로써 대선 후 사면은 기정사실화되어 있었다"라고 보도했다.

### 정체성
새누리당의 공약이 포퓰리즘이 아니냐는 비판이 있다. 당은 무상급식을 야당의 포퓰리즘적 정책이라며 비판해 왔으나 2010년 6월 2일에 치러질 지방선거를 앞두자 일부 제한적 무상급식 확대 방침을 밝혀 포퓰리즘 논란이 일고 있다. 2010년부터 서울시를 중심으로 제기된 무상급식 논란에 대해서 당은 오세훈이 추진하는 무상급식 반대 주민투표를 공식 지원하기로 하였으나 2011년 8월 0세 무상보육 정책을 들고 나오면서 민주당의 복지정책과 무상급식에는 반대하면서 다른 무상정책은 추진하는 정책적 모순점에 대한 지적이 제기됐다. 민주당 박주선 최고위원은 "3조원이 필요한 4세까지의 영유아 보육에 대한 무상보육은 세금폭탄이 아니고, 서울시에서 부담해야하는 700억원의 초중학교 무상급식 비용은 세금폭탄으로 돌아오는 것인지 묻지 않을 수 없다"라고 비판했다. 또한 민주당이 내놓은 반값 등록금 정책에 대해서 그동안 반대해왔던 당시 한나라당은 황우여가 원내대표에 당선된 이후로 긍정적인 쪽으로 급격히 정책을 선회한것도 보수주의자들의 비판의 대상이 되고 있다. 2009년 7월 21일 자유선진당 이회창 총재는 당시 한나라당의 미디어법 수정안 내용과 관련, “한나라당은 정책의 정체성을 분명히 해야 한다.”라고 말했다.

### 이회창 비리
2002년 16대 대선 당시 이회창 후보가 LG로부터 150여억 원가량의 뇌물을 현금으로 트럭째 받은 것을 비롯, 대통령 선거운동에 필요한 비용을 조달하기 위해 삼성, SK, 현대자동차, 롯데 등의 대기업으로부터 각 100억원씩을 받는 등 총 823억 원의 뇌물을 받은 사실이 드러났다.. 2006년 지방선거에는 공천 후보들을 대상으로 한 공천 뇌물 파문으로 곤욕을 치르기도 했다. 2004년 2월 4일 최병렬 당 대표는 "불법대선자금에 대해서는 한나라당 당사와 천안 연수원 등 당의 재산을 팔아서 국민여러분께 돌려드리겠습니다."라며 사과했다. 2004년 10월 26일에는 국무총리였던 이해찬이 국회에서 "한나라당은 차떼기당"이라는 발언을 해 국회 파행이 빚어지기도 하였다. 2010년 지방선거에서도 당의 공천을 둘러싼 시비는 끊이지 않았고, 2012년 19대 국회의원 선거에서도 당지도부가 뇌물을 받고 비례대표를 공천해 해당 후보가 국회의원에 당선되었다.

### 인터넷 여론 문제
2007년 대선후보를 선출하는 당시 한나라당 경선에서 대학생을 고용해 특정 후보에 유리한 댓글을 작성하도록 한 한나라당 당원 이 실형을 선고받기도 하였다. 지난 2004년부터 2012년까지 한나라당 의원 사무실에서 근무했던 직원에 따르면 2006년 지방 선거 때부터 한나라당에서 댓글과 공감 수 관리를 지속적으로 해왔고, 2007년 대선 때도 이명박 후보 캠프에서 여론 조작을 했다는 주장이 나왔다. 이 활동은 새누리당으로 당명이 변경 된 이후에도 지속됐다. 2014년 지방 선거 당시 새누리당 중앙선대위 SNS 소통본부 상황실에서 근무했던 또 다른 관계자는 "새누리당이 상대 후보를 비판하는 뉴스를 확산시켰다"고 밝혔다. 민주당은 이 사건을 검찰에 고발하기로 했으며 민주당의 댓글 조작 사건을 담당하던 드루킹 특검에도 이 사건에 대해 전면적인 수사를 요구했다.
당시 한나라당 측에서 댓글 알바를 고용해 여론을 유리한 쪽으로 조작하려 한다는 비판도 지속적으로 제기되고 있다. 민주당 이석현 의원은 "아고라의 일부 IP를 조사해 보니 한나라당이 위촉한 국민소통위원이었다."라고 주장하였다. 이들은 아고라에서 비판 댓글을 집단적으로 작성하여 여론을 조작하려 한다고 이 의원은 지적했다. 한나라당과 국민 소통위는 "돈을 받고 고용된 것이 아니고 자발적으로 활동한 사람들이기 때문에 알바라고 할 수 없다."라고 주장하였다.

### 성추행
2007년 1월, 강재섭 한나라당 대표가 중앙일간지의 원색적인 연재소설 주인공인 '조철봉'을 언급하며 "조철봉이 요즘 왜 안 해? 하루에 세 번 하더니 한 번은 해 줘야지. 너무 안 하면 철봉이 아니라 낙지야 낙지"라고 한 발언도 논란이 된 바 있으며 최연희의 여기자 성추행 사건, 박계동의 술집 여종업원 성추행, 2010년 7월에는 대학생들과의 뒤풀이 모임에서 벌어진 강용석의 발언 등 성추행 파문이 끊이지 않았다. 또한, 2014년 9월 전 국회의장이자 새누리당 상임고문이던 박희태 씨가 골프장에서 여성 캐디의 배를 찌르는 등의 성추행으로 기소되어 1심에서 징역 6월에 집행유예 1년이 선고, 항소하였으나 2심 재판부에서 기각되어 징역 6개월, 집행유예 1년의 원심이 유지되었다.

### 날치기
새누리당은 2008년 총선 이후로 원내 과반석을 차지하였으며 이명박의 당선으로 집권여당이 되었다. 원내 과반수의 찬성이 있으면 법안은 통과될 수 있기 때문에 당시 새누리당은 이를 악용해 각종 법안들을 야당과 협의하지 않고 일방적으로 처리했다. 날치기는 주로 새해 예산안 처리 혹은 서민 생계 등과 관련되어 야당이 반대하였던 법안 등에서 많이 나타났는데 이러한 예산안의 날치기 처리는 정상적인 검토, 심사가 되지 않기 때문에 부실 예산안이라는 비판도 뒤따른다. 새해 예산안은 2008년 이명박 정부가 출범한 이후로 3년 연속 새누리당이 단독으로 처리하거나, 야당과의 합의 없이 단독으로 통과되었고 미디어법과 재협상한 한미FTA, 최저임금, 4대강 관련 예산안 등도 같은 방법으로 새누리당에 의해 날치기되었다. 이에 대해 야당과 일부 언론들은 새누리당이 날치기로 처리했다고 비판했다. 2011년 예산안은 박희태 국회의장이 질서유지권을 발동하여 국회 경호원들의 호위 속에 처리되었다. 날치기는 물리적 충돌을 동반하는 경우가 많기 때문에 국민들이 국회 전반에 대해 불신을 갖게하는 계기라는 지적도 제기된다. 결국 예산안 처리에서 새누리당이 약속했던 것과 다르게 처리된것이 많았으며 이에 대해 고흥길 정책위의장이 사퇴하기도 했다. 그럼에도 불구하고 논란은 사그라들지 않았고, 12월 28일 민주당과 민주노동당, 진보신당 등 야당들은 집회를 갖고 날치기 7적을 규정하며 사퇴를 요구했다.

### 돈봉투 사건
2012년 총선 다가오자 이명박 정부 지지율 하락으로 위기를 느낀 당시 한나라당이 박근혜 의원을 비상대책위원장으로 선임하였으나 전당대회 개최할지 여부가 논란이 되었다. 최고위원에 해당하는 비상대책위원들을 선출하는 방식을 전당대회를 개최하여 투표로 결정할 것인지 아니면 박근혜 비상대책위원장에게 전권을 줄 것인지 문제였다. 당시 한나라당 주류였던 친이계는 전당대회 개최 쪽으로 기우는 분위기였다. 그 와중에서 당시 고승덕 한나라당 국회의원은 서울경제신문에 고정 칼럼을 쓰고 있던 중 칼럼에서 돈봉투와 줄세우기가 난무하는 전당대회를 개최하지 말고 박근혜 의원에게 당권을 주자는 취지에서 2008년 전당대회 당시 돈봉투가 건네진 사실을 칼럼에서 언급하면서 이런 폐해가 있다는 점을 지적하였다. 이에 새누리당에서는 전당대회 개최 없이 박근혜 위원장에게 전권을 주게 되었고, 이후 새로 구성된 당 지도부는 논란을 해소하기 위하여 검찰에 수사의뢰를 하게 되어, 고승덕 의원은 검찰에서 박희태 후보가 돈봉투를 살포한 사실을 진술하게 되었다. 논란이 거듭되자 박희태 국회의장과 김효재 대통령수석비서관은 국회의장과 대통령수석비서관에서 결국 사퇴하였고, 검찰에 불구속 기소되었다. 검찰 수사는 축소되어 고승덕 의원 외에 돈봉투가 건네졌다는 내용은 밝혀지지 않고 박희태 위원만 벌금을 선고받고 마무리되었다. 이후 고승덕 의원은 공천을 받지 못하였다. 이후 박희태는 이명박에 의하여 특별 사면되었다.
이 사건은 고승덕 의원이 당시 관행처럼 행해지던 전당대회의 문제점을 지적하면서 제도 개선 차원에서 썼던 칼럼에서 시작했다가 특정인에 대한 흥미 위주 형사사건으로 변질되어 300만원짜리 돈봉투 하나가 건네진 사건으로 축소되어 종결되었다. 이 사건이 계기가 되어 제19대 국회에서는 여야가 현실을 반영하기 위하여 법 개정을 하여 전당대회에 참가하기 위해 지방에서 올라오는 차량 등 실비용을 당원협의회나 지역위원회에 공식적으로 지원할 수 있도록 일부 개선되었다. 하지만 이 사건에서처럼 정당이 아닌 전당대회 후보자가 개인적으로 돈봉투를 건네는 행위는 여전히 형사처벌이 가능한 불법행위로 남게 되었다.

### 십자군 선거운동
2012년 12월 13일 선거관리위원회는 영등포구 여의도동의 한 오피스텔에서 새누리당 관계자로 추정되는 인물들이 PC 여러대로 여론 조작 작업하는 장면을 포착했다. 해당 오피스텔 입구에는 선거 6일 전을 알리는 문구와 ‘President War Room(대통령 선거 상황실)’이라는 표지가 붙어 있었으며, 박근혜 대선 후보가 발행한 임명장과 SNS 미디어본부장 직함으로 된 명함이 다량 발견됐다. 선관위 등에 따르면 이 사무실 대표 윤정훈은 2012년 대선 기간 새누리당‘국정홍보대책위원회’ 총괄팀장 겸 국민편익위원회 SNS미디어본부장을 맡았으며, 서울 여의도의 한 오피스텔에 미등록 선거운동 사무실을 차리고 직원 7명을 고용해 인터넷, SNS에 박근혜 대선 후보를 지지하는 글을 올리거나 댓글을 달게 한 혐의를 받고 있다고 밝혀 졌다. 이들은 박근혜 대선 후보에게 유리하고 문재인 대선 후보에게 불리한 글을 트위터에 게시하고 리트윗(공유)하는 방법을 사용한 것으로 드러났다. 새누리당은 이와 관련해 당과는 관계 없는 일이라고 입장을 밝혔다. 이정현 새누리당 공보단장은 “당에서 돈을 들여 사무실을 차려주거나 지원한 사실이 없다. 개인적으로 사무실을 차려놓고 활동한 것으로, 새누리당과는 관련이 없다”고 선을 그었다. 그러나 2012년 12월 14일 선거관리위원회는 ‘SNS 불법 선거운동’이 이뤄진 여의도 오피스텔의 임차 비용을 박근혜 대선 후보 선대위 권아무개 새누리당 국정홍보대책위원회 위원장과 김아무개 새누리당 수석부위원장이 지급했다고 밝혔고, 특히 “직원들의 리트윗 활동 실적을 ‘박근혜 후보를 위한 가계부채특별위원회 SNS 활동 보고서’ 형식으로 작성해 새누리당 가계부채특위 안상수 위원장에게 수시로 보고한 사실도 드러났다고 밝혔다 이 사건으로 윤정훈은 2013년 12월 26일 대법원에서 징역 10월에 집행유예 2년을 선고 받았다.

## 같이 보기
- 박근혜 대통령 탄핵
- 대한민국 제20대 국회의원 선거
- 대한민국 제19대 대통령 선거
- 제7회 전국동시지방선거
- 2019년 대한민국 국회의사당 습격

### 인용
1. ↑  Manyin, Mark E. (2010), 《U.S.-South Korea Relations》, Congressional Research Service, 26쪽
2. ↑  Shin, Gi-Wook (2010), 《One Alliance, Two Lenses: U.S.-Korea Relations in a New Era》, Stanford University Press, 208쪽
3. ↑  Peterson, Mark; Margulies, Phillip (2010), 《A brief history of Korea》, Facts On File, 242쪽
4. ↑  http://koreajoongangdaily.joins.com/news/article/article.aspx?aid=3032710&cloc=joongangdaily%7Chome%7Cnewslist1
5. ↑  “보관된 사본” (PDF). 2017년 8월 10일에 원본 문서 (PDF)에서 보존된 문서. 2019년 9월 29일에 확인함.
6. ↑  http://www.hani.co.kr/arti/politics/assembly/898504.html
7. ↑  “The Deeper Meaning of South Korea's Constitutional Debate”.
8. 1 2  “The South Korean Right in the Wilderness, part 2: Models for a Reformed Liberty Korea Party”.
9. ↑    - South Korea conservatives planning boycott over North Korea. United Press International. Author - Elizabeth Shim. Published 7 February 2018. Retrieved 13 June 2018.
  - South Koreans set to continue backing President Moon’s agenda in local elections. Foreign Brief. Published 13 June 2018. Retrieved 13 June 2018.
10. ↑    - Elizabeth Shim. “South Korea politicians to urge special prosecutor for 'Druking' scandal”. 《UPI》. 2018년 6월 1일에 확인함. The far-right Liberty Korea Party is likely to recommend one of the candidates, while the other three parties are likely to haggle over the second candidate, out of the total four.

  - “South Korean presidential elections: The leading candidates”. 《Channel NewsAsia》. 2017년 5월 5일. 2019년 3월 30일에 원본 문서에서 보존된 문서. 2019년 12월 14일에 확인함. Two candidates with more conservative leanings – Ahn Cheol-soo of the centrist People’s Party and ultra-conservative Liberty Party of Korea’s Hong Joon-pyo stand tied at approximately 18 per cent, with the latter’s support rising.

  - Steven Denney. “Anti-Communism Endures: Political Implications of ROK Political Culture”. 《sino NK》. 2017년 5월 8일에 확인함. It is typically associated with hard-right political pundits and conservative lawmakers like Hong, who publicly accused Moon Jae-in of being a "pro-North Korea leftist" during the current campaign.

  - “At Confirmation Hearing, Woman Chastised for Being Childless”. 《Newser》. 2019년 9월 5일. You have a great resume, but please fulfill your duties to the nation," Jeong Kab-yoon, a member of the far-right Liberty Korea Party, told Seoul National University instructor Joh Sung-wook at her confirmation hearing this week, per the Guardian. "The biggest problem in South Korea is that women are not giving birth.
  - “[Election 2017] Gay rights neglected on Korea campaign trail”. 《The Korea Herald》. 2017년 5월 8일. Hong, the outspoken candidate of the far-right Liberty Korea Party, is the most vocal about his objection to the issue.
  - Park Se Yeol. “South Korea's Party Isolated in 'Youngnam' Becomes 'Asphalt far-right'”. 《pressian》. 2019년 5월 1일에 확인함.

  - Lee Man-Soo. “The Korea Party, from the 'far-right' swamp to the 'pro-Park new party' theory.”. 《YTN》. 2019년 2월 16일에 확인함.

  - Park ji-won. “Voices of far-right groups strong in LKP leadership race”. 《The Korea Times》. 2019년 2월 21일에 확인함.

  - Kim Bo-gyung. “[Newsmaker] Tensions escalate over Liberty Korea Party floor leader Na Kyung-won’s remarks on President Moon”. 《The Korea Herald》. 2019년 3월 13일에 확인함. Na's strident criticism of the Moon administration has been seen as a strategic move to cement the conservative party's far-right support base

  - Park ji-won. “LKP's embrace of far-right individuals raises concern”. 《The Korea Times》. 2018년 11월 14일에 확인함.
11. ↑  “2018년도 정당의 활동개황 및 회계보고”.
12. ↑  원래는 민주공화당(17년 8개월)이 최장수 정당이었으나 2015년 7월에 이 기록을 뛰어넘음으로써 대한민국의 최장수 정당이 되었다.
13. ↑  리멤버 1996년 공천혁명. 동아일보. 2011년 6월 17일.
14. ↑  김형준. 벼랑 끝에 선 한나라당 보관됨 2012-01-09 - 웨이백 머신. 여성신문. 2011년 12월 9일.
15. 1 2  김자경 (2012년 12월 11일). “15대 대통령 선거(Ⅱ) - 역대 대통령선거 캠페인 평가”. 2013년 7월 28일에 확인함.
16. ↑  하지만, 이는 이회창의 참신한 아이디어라기 보다는 1994년 김영삼이 김문수, 이재오 등을 영입한 것과 유사하다.
17. ↑  “한나라 보수파 '이회창 공개지지'논란”. 2005년 8월 16일에 원본 문서에서 보존된 문서. 2013년 11월 23일에 확인함.
18. ↑  donga.com[뉴스]-昌측 823억-盧측 120억 불법모금… ‘차떼기’ 떠들썩
19. ↑  대선 선거일 직전의 지지철회로 민주노동당 내 민족해방 계열의 표가 노무현에게 갔다.
20. ↑  대한민국에서 여성 정당 대표 중 박순천에 이어 두 번째
21. ↑  “동지라는 이름으로 새롭게 태어난 한나라-자민련, 이제 함께 희망의 대한민국을 만들자!”. 한나라당. 2006년 4월 7일. 2009년 5월 4일에 확인함.
22. ↑  “이명박,박근혜에 2452표차 승리…경선결과 집계”. 조선닷컴. 2007년 8월 20일. 2009년 7월 7일에 확인함.
23. ↑  李대통령 지지율 7.4%…'한자리 충격' 프레시안, 2008년 6월 16일자.
24. 1 2  이민기 기자 (2010년 1월 22일). “한나라, '두나라 분당' 수순 밟나”. 프론티어타임스. 2018년 1월 12일에 원본 문서에서 보존된 문서. 2010년 1월 22일에 확인함.
25. ↑  새누리, 당명ㆍ정강정책 확정..`박근혜당' 완성
26. ↑  조현룡, 송광호 의원은 철도비리 혐의로, 박상은 의원도 공직선거법 위반으로 의원직을 상실했다. 그리고 심학봉 의원도 국회 윤리위 제명을 앞두고 사퇴했다.
27. ↑  1996년 15대 총선 신한국 강현욱의원이 당선 이후 20년만이다.
28. ↑  동반 사퇴로 급한 불 껐지만…갈 길 먼 새누리, 6월 28일 JTBC
29. ↑  김진철; 이경미 (2016년 12월 16일). “새누리 원내대표 친박계 정우택”. 《한겨레》. 2016년 12월 22일에 확인함.
30. ↑  이승관 (2016년 12월 16일). “與 이정현 지도부, 일괄사퇴…정우택 대표 대행체제 전환(종합)”. 《연합뉴스》. 2016년 12월 22일에 확인함.
31. ↑  이승관; 현혜란 (2016년 12월 19일). “與, 윤리위 '친박 8인 충원' 무효화…정우택 "사직 처리"(종합)”. 《연합뉴스》. 2016년 12월 22일에 확인함.
32. ↑  김진우. “[박근혜 탄핵 정국]비박계 ‘유승민 비대위원장’ 추천…분당 불사 최후통첩”. 《경향신문》. 2016년 12월 22일에 확인함.
33. ↑  이승우; 류미나 (2016년 12월 21일). “비박 의원 35명 "27일 새누리 탈당"…사상 첫 보수정당 분당(종합)”. 《연합뉴스》.
34. ↑  “6.13 지방선거 與 '압승', 보수야당 '몰락'”. 2018년 6월 17일에 확인함.
35. ↑  “홍준표 자유한국당 대표 사퇴…모든 책임은 제게”. 《mk.co.kr》. 2018년 6월 17일에 확인함.
36. ↑  유성운 (2018년 8월 8일). “김병준도 깜짝 놀란 텅빈 '한국당 곳간'···당 존속도 어렵다 [출처: 중앙일보] 김병준도 깜짝 놀란 텅빈 '한국당 곳간'···당 존속도 어렵다”. 《중앙일보》. 2018년 9월 3일에 확인함.
37. ↑  이신영 (2018년 7월 11일). “한국당, 영등포 당사로…"국민이 기회 주실 때까지 혹독한 세월"”. 《연합뉴스》.
38. ↑  “한국당, 비대위원장 후보군 '아무나 대잔치'?”. 2018년 7월 9일에 확인함.
39. ↑  “구원투수 김병준 한국당 불 끌까”. 2018년 7월 16일.
40. ↑  “[주영진의 뉴스브리핑] 김병준 "한국당, 인적청산보다 가치·비전 먼저 볼 것"”. 《SBS NEWS》. 2018년 7월 26일.
41. ↑  세계일보 (2018년 7월 26일). “[세계초대석] 김병준 “박정희식 국가 개입에 동의하는 사람은 같이 갈 수 없다””.
42. ↑  NEWSIS. “한국당, '자격논란' 김대준 비대위원 사의표명”.
43. ↑  “출범 3주 김병준호…뜨지 못하는 3대 이유”. 세계일보. 2018년 8월 15일.
44. ↑  “전원책 조강특위 확정, 대규모 인사청산 예고”. 2018년 10월 1일.
45. ↑  “한국당, 갈등 소화 하겠다더니…전원책 ‘문자해고’”. 한겨레. 2018년 11월 9일.
46. ↑  “'자고 나면 또 악재' 與 우울한 설…"연휴에도 비상상황"”. 뉴시스. 2019년 2월 3일.
47. ↑  2004 정치권 뜬별진별
48. ↑  '글로벌 석간 종합일간지' 아시아투데이
49. ↑  한나라당, 천안 연수원 국가 헌납
50. ↑  운명의 이력서: Save Internet 뉴데일리
51. ↑  김동현 기자 (2010년 1월 19일). “홍준표, 박근혜 겨냥 "탈당하고 당 만들어야"”. 민중의소리. 2010년 1월 22일에 확인함.
52. ↑  정효식 기자 (2010년 2월 5일). “박근혜 비판 자제하던 정운찬 “공격 앞으로””. 중앙일보. 2010년 2월 5일에 확인함.
53. ↑  김수진 기자 (2010년 2월 5일). “정운찬, 박근혜 공격 파장‥총리 인책론 확산”. MBC. 2010년 2월 5일에 확인함.
54. ↑  류정민 기자 (2011년 1월 12일). “MB와 정동기, 그리고 베일의 도곡동사건”. 《미디어오늘》. 2011년 1월 12일에 확인함.
55. ↑  이회창 신한국당 대표 전두환 노태우의 사면에 대해 입장 밝힐 예정 1997.4.8 경향신문
56. ↑  李(이)대표全(전)｜盧(노)씨 사면건의 검토 金潤煥(김윤환)고문"대법 刑(형)확정후 실시 이미 건의"1997.4.6 동아일보
57. ↑  전두환.노태우 전직 대통령 최종 판결후 사면 문제 제기 1997.4.17 mbc뉴스
58. ↑  전두환.노태우 전 대통령 팔일오 사면 실무 검토  1997.7.22 mbc뉴스
59. ↑  全(전)｜盧(노)씨 사면결정金(김)대통령 임기내" 金大中(김대중)총재 국민회의 1997.8 .31 동아일보
60. ↑  全(전)·盧(노)씨 현정권서 사면해야” 김대중총재 밝혀 1997.8.31 경향신문
61. ↑  김대중 총재,김대통령 임기내 전직대통령 사면 요청 1997.8.31 mbc 뉴스
62. ↑  국민회의와 자민련, 두 전직 대통령 사면 시기 이견 1997.9.1 mbc뉴스
63. ↑  '화해의 정치인'부각 영남 끌어 안기6共(공)세력들도 포용 색깔론 차단 효과까지 ‘용서’광주여론도 한몫 국민회의 김대중(金大中(김대중))총재가 정치권의「뜨거운 감자 1997.9.1 경향신문
64. ↑  "全(전)·盧(노)씨 사면 바람직" 1997.10.23 경향신문
65. ↑  집권하면 대사면 단행” 국민회의 국회 대표연설 박정수 국민회의 부총재 1997.10.23 한겨레
66. ↑  국민회의, 전두환.노태우씨 사면 촉구 1997.10.23 mbc뉴스
67. ↑  신한국당 이회창, 전두환.노태우 두 전직 대통령 추석전 조기 석방 건의 1997.9.1 mbc
68. ↑  김영삼 대통령.이회창 대표,두 전직 대통령 특별 사면 파문 관련 심야 긴급 회동 1997.9.2 mbc
69. ↑  전노씨 추석 이후로 사면 1997.9.1 경향신문
70. ↑  "全(전)·盧(노) 추석전 사면 不可(불가)"1997.9.3 매일경제
71. ↑  한가위'정치오염' 1997.9.11 한겨레신문
72. ↑  全(전)·盧(노)씨 대선前(전) 사면 검토 1997.9.18 경향신문
73. ↑  옥중 전씨 사면건의 고맙다, 이회창 대표에 구두 메세지 1997. 9.24 경향신문
74. ↑  李(이)대표-全(전)씨 비밀메시지 오갔다 사면파동후 변호사 통해 1997. 9. 24 동아일보
75. ↑  李(이)대표-全(전)씨 비밀메시지 오갔다 사면파동후 변호사 통해 동아일보 1997.9.24
76. ↑  사면 노력해줘 고맙다” 전씨, 이회창대표에 인사말 1997.9.24 한겨레
77. ↑  이회창, 대표인선 원점 재검토 1997.9.24 한겨레
78. ↑  97대선 국민신당 이인제 후보, 경남,부산 유세,집권후 정계 1997.12.15 mbc
79. ↑  이인제 pk다지기 1997.12.16 한겨레
80. ↑  빠른 시일 내에 전노씨 사면, 이인제 후보 기자회견서 밝혀 1997.12.16 경향신문
81. ↑  전두환 노태우 두 전직대통령 사면에 여야 모두긍정적 반응 1997.12.21 동아일보
82. ↑  全(전)-盧(노)씨 사면 「12.12사태」서「12.22석방」까지 뒤바뀐 영욕1997.12.22 동아일보
83. ↑  중도실용주의 포퓰리즘 변질 경계해야 보관됨 2014-02-19 - 웨이백 머신한나라당의 진짜 대선 징크스
84. ↑  한나라, 무상급식 주민투표 독려운동 본격화 한나라당 2011년 8월
85. ↑  무상보육 한다면서 무상급식은 왜 반대?” 딜레마 빠진 한나라당 헤럴드경제 2011년 8월
86. ↑  한나라 ‘무상보육’, 아기들 밥은 돈 내고 먹어라? 미디어오늘 2011년 8월
87. ↑  보수층 절반 이상 한나라당에 등 돌렸다 조선일보 2011년 7월
88. ↑  고일환 기자 (2009년 7월 21일). “이회창 한나라당 정체성 분명히 해야”. 연합뉴스. 2009년 7월 24일에 확인함.
89. ↑  서정우 구속수감, 'LG 현금 150억, 차떼기 수법으로 인수'
90. ↑  donga.com[뉴스]-昌측 823억-盧측 120억 불법모금… ‘차떼기’ 떠들썩
91. ↑  임형섭 기자 (2010년 5월 25일). “검찰, 거제 '돈공천 의혹' 관련자 계좌추적”. 연합뉴스. 2010년 5월 26일에 확인함.
92. ↑  비박 "뇌물공천은 성매매보다 나빠"- 박근혜"멘붕 지경"
93. ↑  정영일 기자 (2008년 4월 27일). “'알바' 고용 조직적 댓글 與당원 법정구속”. 머니투데이. 2009년 12월 30일에 확인함.
94. ↑  “대학생 고용해 대량 댓글 선거운동원 실형”. KBS. 2008년 4월 28일. 2012년 1월 23일에 원본 문서에서 보존된 문서. 2009년 9월 16일에 확인함.
95. ↑  “[단독] “한나라당, 2006년 선거부터 여론조작””. 2018년 6월 5일. 2018년 6월 5일에 확인함.
96. ↑  “"한나라·새누리 댓글 관리"…인터넷 여론조작 폭로”. 2018년 6월 7일. 2018년 6월 13일에 확인함.
97. ↑  “이석현, "아고라에 여당 '알바' 침투"”. YTN. 2009년 2월 12일. 2009년 9월 16일에 확인함.
98. ↑  손주영 기자 (2009년 3월 4일). ““정부여당 토론의 꽃밭에 재 뿌리고 있다””. 브레이크뉴스. 2009년 12월 31일에 확인함.
99. ↑  김현 기자 (2009년 1월 6일). “정두언 "돈 안 받는 알바가 어딨나"”. 데일리안. 2009년 12월 31일에 확인함.
100. ↑  국회 예산안 심사, 3년째 부실 졸속 처리 mbc 2010년 12월 8일
101. ↑  미디어법 날치기 1년, 재입법이 근본처방이다 경향신문 2010년 7월 21일
102. ↑  민주 "'4대강예산' 날치기처리, 원천무효" 머니투데이 2009년 12월 8일
103. ↑  박희태 국회의장, 국회 질서유지권 발동 경향신문 2010년 12월 8일
104. ↑  예산안 여당 단독처리…날치기 통과에 '몸싸움' sbs 2010년 12월 9일
105. ↑  사과, 사과, 사퇴…' 고개숙인 한나라당 노컷뉴스 2010년 12월 13일
106. ↑  서민예산 몽땅 도둑질...날치기 7적 물러나라 오마이뉴스 2010년 12월 29일
107. ↑  최시중·천신일·박희태·서청원 특별사면
108. ↑  “'박근혜 지지 불법 선거운동' SNS업체 대표 구속”. 《조선일보》. 2013년 1월 24일. 2018년 5월 11일에 확인함.
109. ↑  “朴 여론조작 불법사무소 ‘덜미’, 현장 보니…”. 《헤럴드경제》. 2012년 12월 13일. 2018년 5월 11일에 확인함.
110. ↑  “박근혜 선대위 간부가 ‘불법선거 오피스텔’ 임차료 냈다”. 《한겨레》. 2012년 12월 14일. 2018년 5월 11일에 확인함.
111. ↑  “박근혜 지지 '십알단' 윤정훈 목사, 유죄 확정”. 《오마이뉴스》. 2013년 12월 26일. 2018년 5월 11일에 확인함.

### 기타
1. ↑  한나라당 시절에는 중도우파 ~ 우익으로 분류되었다.